# Byzantinische Marine

Flagge der byzantinischen Marine während der Palaiologen-Dynastie

Die Byzantinische Marine umfasste die Seestreitkräfte des Byzantinischen Reiches. Ebenso wie das Reich selbst stellten sie eine nahtlose Fortschreibung ihrer römischen Vorgänger dar, spielten jedoch eine weitaus größere Rolle für die Verteidigung und das Überleben des Reiches. Während die Flotten des klassischen römischen Imperiums nach dem Ende der Punischen Kriege kaum je größeren Bedrohungen zur See gegenüberstanden, hauptsächlich Polizeiaufgaben wahrnahmen und den Legionen des Landheeres an Stärke und Prestige stets nachstanden, war die Beherrschung der Meere eine Lebensfrage für Byzanz, das einige Historiker als „Seereich“ bezeichnet haben.
Die erste Bedrohung der römischen Hegemonie seit der Seeschlacht von Actium tauchte in Form des Vandalenreiches im 5. Jahrhundert auf, bis sie durch den Eroberungsfeldzug Justinians I. im 6. Jahrhundert zusammen mit dem Vandalenreich ihr Ende fand. Die Neuaufstellung einer stehenden Marine und die Einführung des Galeerentyps der Dromone um dieselbe Zeit markiert den Übergang von der römischen zur byzantinischen Marine, die allmählich begann, ihre eigene Identität zu entwickeln. Mit dem Beginn der arabische Eroberung im 7. Jahrhundert im Übergang von der Spätantike ins Frühmittelalter nahm dieser Prozess seinen Fortgang. Mit dem Verlust der Levante und der nordafrikanischen Küste durch die arabische Eroberung wurde das Mittelmeer vom römischen See zum Kriegsschauplatz zwischen byzantinischen und arabischen Flotten. In dieser Auseinandersetzung erwies sich die Marine als überragend wichtiges Bindeglied zwischen den weit verstreuten Besitzungen des Reiches überall im Mittelmeerraum, aber auch als entscheidender Faktor bei der Abwehr von über See vorgetragenen Angriffen gegen Konstantinopel selbst. Mit der neuen Waffe des Griechischen Feuers konnte das Reich mehrere Belagerungen seiner Hauptstadt abschlagen und zahlreiche Seesiege erringen.
Anfangs oblag die Verteidigung der byzantinischen Küsten und der Seewege nach Konstantinopel der großen Flotte der Karabisianoi. Nach und nach ging sie jedoch auf mehrere regionale Themenflotten über, während in Konstantinopel selbst eine zentrale kaiserliche Flotte unterhalten wurde, welche die Stadt beschützte und bei größeren Unternehmungen zur See den Kern der Flotte bildete. Bis zum 8. Jahrhundert gewann die wohlorganisierte und gut unterhaltene byzantinische Marine wieder die Oberhand im Mittelmeerraum. Zwar setzte sich der Seekrieg mit den muslimischen Flotten mit wechselndem Erfolg fort, doch bis zum 10. Jahrhundert gelang es den Byzantinern, im östlichen Mittelmeer erneut eine Vorherrschaft zur See zu errichten.

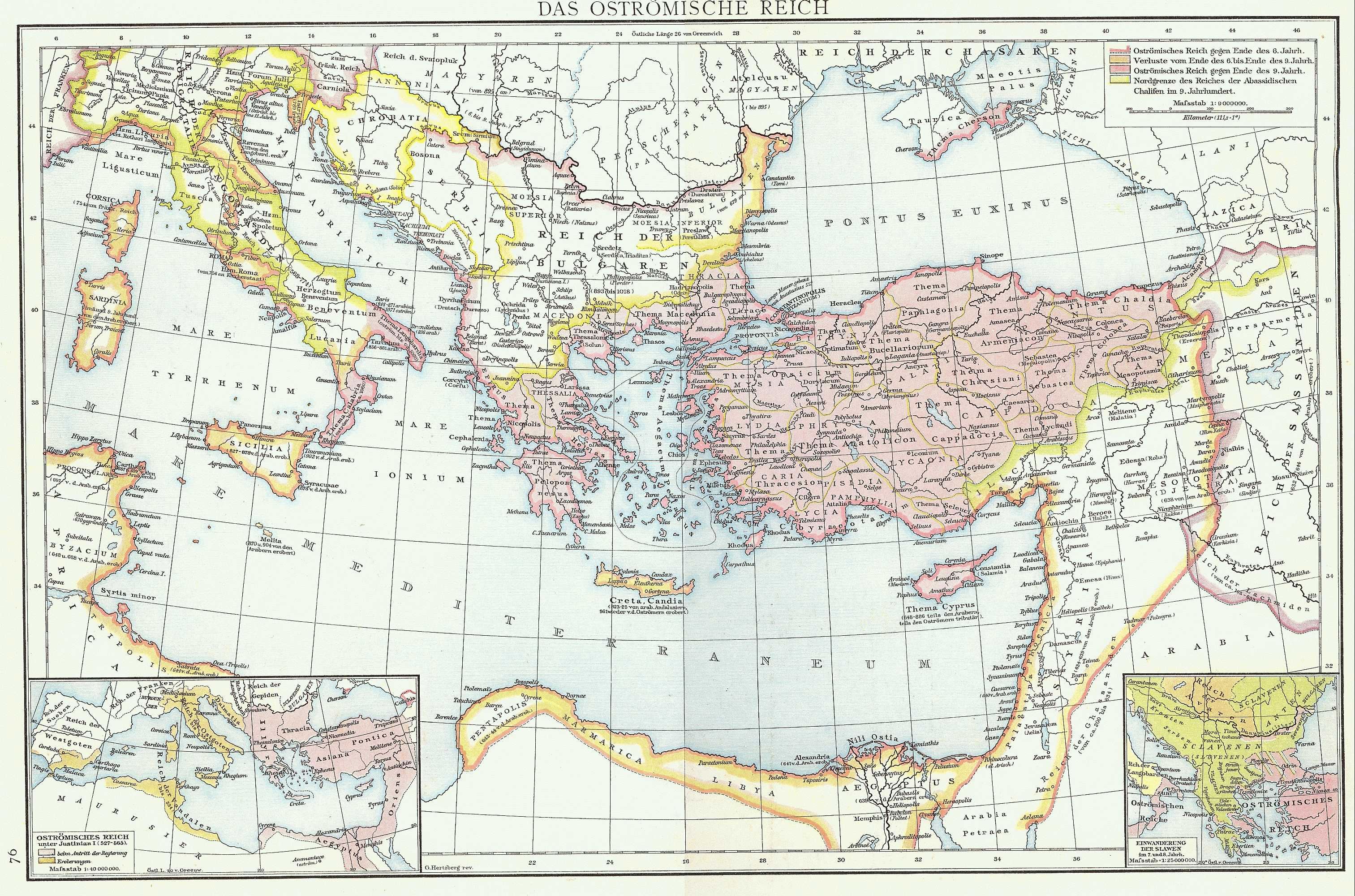
Karte des Oströmischen Reiches, die neben den Themengrenzen auch den Schauplatz historischer Ereignisse bis etwa 1018 zeigt.

Während des 11. Jahrhunderts begann die Marine, ebenso wie das Reich selbst, zu verfallen. Mit den neuen Bedrohungen aus dem lateinischen Westen waren die Byzantiner zunehmend genötigt, sich auf die Flotten der italienischen Stadtstaaten wie Venedig oder Genua zu verlassen, mit furchtbaren Auswirkungen auf die Souveränität und die Wirtschaft des Reiches. Eine Zeit der Konsolidierung unter der Komnenen-Dynastie war nur von kurzer Dauer, der ein erneuter Niedergang folgte, bis der Verfall bei der Zertrümmerung des Reiches in der Katastrophe des Vierten Kreuzzuges seinen Höhepunkt fand. Nach der Wiederherstellung des Reiches 1261 versuchten mehrere Kaiser der Palaiologen-Dynastie eine Wiederbelebung der Marine, ihre Bemühungen hatten jedoch nur kurzzeitig Erfolg. Bis zur Mitte des 14. Jahrhunderts sank die byzantinische Marine, die einst Hunderte von Kriegsschiffen bereitstellen konnte, auf bestenfalls ein paar Dutzend Schiffe herab, und die Kontrolle der Ägäis fiel endgültig in die Hände der italienischen und osmanischen Flotten. Trotzdem blieben die byzantinischen Seestreitkräfte bis zum Ende des Reiches 1453 im aktiven Dienst.

## Unternehmungen und Einsatz

### Frühbyzantinische Zeit

#### Bürgerkriege und Barbareneinfälle: das 4. und 5. Jahrhundert

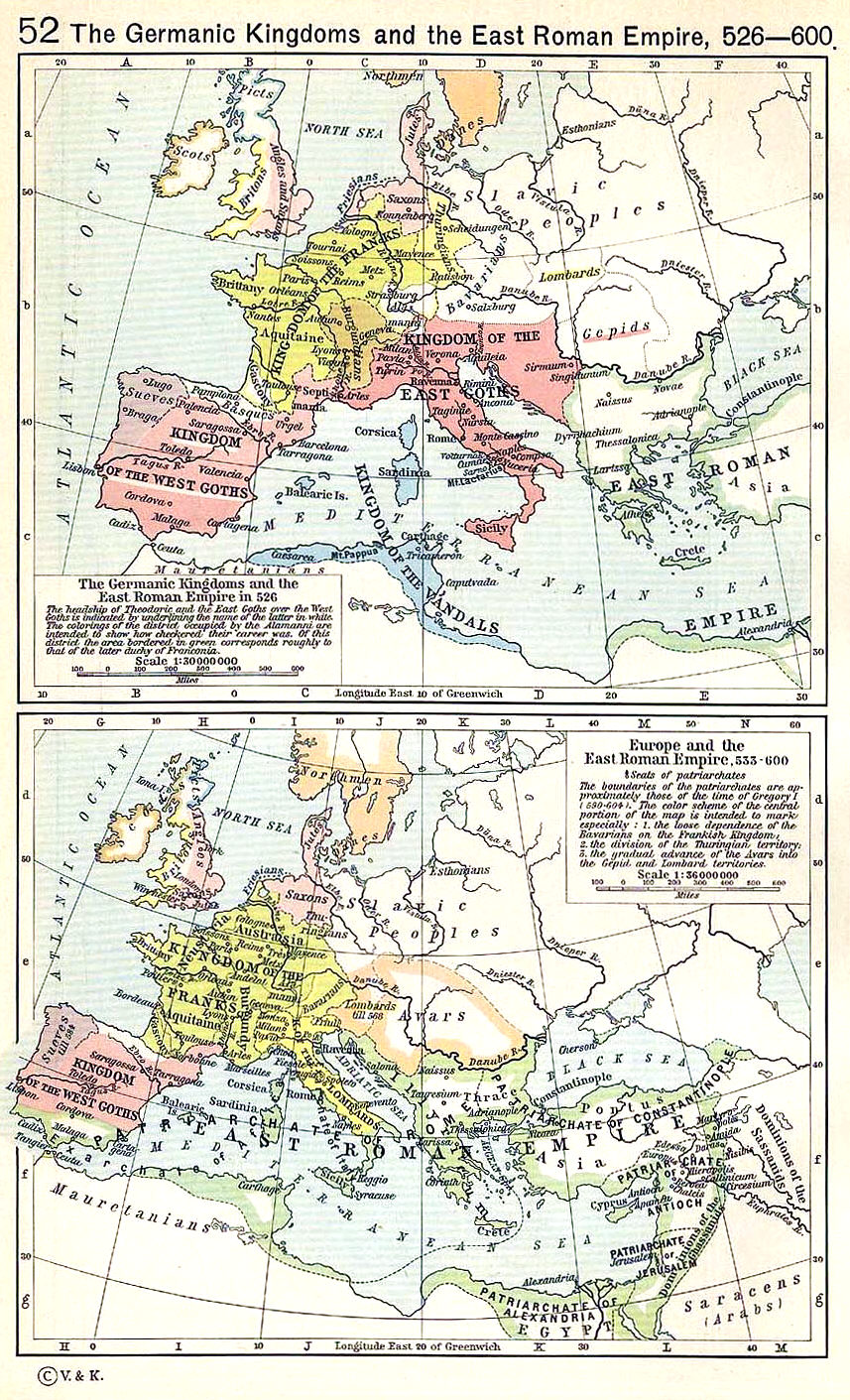
Bis zum späten 5. Jahrhundert war das westliche Mittelmeer in die Hände der Barbaren gefallen. Die Eroberungen Justinians I. stellten die römische Herrschaft über das ganze Mittelmeer wieder her, die bis zum Beginn der Arabischen Eroberung in der zweiten Hälfte des 7. Jahrhunderts erhalten blieb.

Die byzantinische Marine stellte, wie das Oströmische Reich selbst, eine bruchlose Fortschreibung des Römischen Reiches und seiner Institutionen dar. Nach der Schlacht bei Actium im Jahr 31 v. Chr. war das Mittelmeer zur römischen See geworden und auf allen Seiten von römischen Besitzungen umgeben, so dass keine Notwendigkeit mehr für eine große, ständig unterhaltene Flotte bestand. In Abwesenheit äußerer Bedrohungen befasste sich die römische Marine hauptsächlich mit seepolizeilichen Aufgaben und gab Truppentransporten und Frachtschiffen Geleitschutz. Zu großen Seeschlachten wie beispielsweise in den Punischen Kriegen kam es nicht mehr, und die römischen Flotten bestanden größtenteils aus kleineren Fahrzeugen, die den neuen Aufgaben angemessen waren.
Bis zum frühen 4. Jahrhundert waren die ständig unterhaltenen römischen Flotten sehr geschrumpft, so dass die Seestreitkräfte der rivalisierenden Kaiser Konstantin und Licinius, die im Jahr 324 aufeinander trafen, zu einem großen Teil aus neu gebauten oder aus den Häfen des östlichen Mittelmeeres beschlagnahmten Schiffen bestanden. In der Spätantike, etwa während der Bürgerkriege des 4. und 5. Jahrhunderts, spielte der Krieg zur See wieder eine größere Rolle, wenngleich die Flotten meist zum Geleitschutz für Truppentransporte dienten. Das Weströmische Reich unterhielt im ersten Viertel des 5. Jahrhunderts im westlichen Mittelmeer wieder größere Seestreitkräfte, die hauptsächlich von Nordafrika aus eingesetzt wurden, doch der weströmischen Seeherrschaft erwuchs ein gefährlicher Gegner, als Nordafrika infolge der Völkerwanderung in den 30er Jahren des 5. Jahrhunderts von den Vandalen erobert wurde.
Das neue Vandalenreich unter seinem König Geiserich, das seine Hauptstadt ironischerweise in Karthago hatte, begann sofort damit, die Küsten Italiens und Griechenlands zu überfallen, sogar Rom selbst fiel 455 einem dieser Raubzüge zum Opfer und wurde geplündert. Während der nächsten zwei Jahrzehnte hielten die ständigen Angriffe der Vandalen an, trotz aller römischen Versuche, sie abzuwehren. Das Weströmische Reich war dagegen machtlos, seine Marine praktisch zu nichts zerronnen, doch die Kaiser des Ostens konnten nach wie vor auf die Ressourcen und die seemännische Erfahrung des östlichen Mittelmeeres zurückgreifen. Eine erste oströmische Expedition im Jahr 448 erreichte jedoch nur Sizilien, und 460 griffen die Vandalen eine bei Carthago Nova liegende weströmische Invasionsflotte an und zerstörten sie. Endlich jedoch, im Jahr 468, wurde eine gewaltige oströmische Expeditionsstreitmacht unter dem Befehl des Basiliskos ausgerüstet, die angeblich 1113 Schiffe und 100.000 Soldaten umfasste, jedoch scheiterte die Expedition in fürchterlichem Ausmaß. Etwa 600 Schiffe gingen durch den Einsatz von Brandern verloren, und durch die ungeheuren Kosten von 130.000 Pfund Gold und 700 Pfund Silber stand das Oströmische Reich nahe vor dem Bankrott. Die Römer waren darum genötigt, sich mit Geiserich zu arrangieren und einen Friedensvertrag zu unterzeichnen. Nach Geiserichs Tod 477 hörten die Angriffe auf die römischen Küsten jedoch auf.

#### Das 6. Jahrhundert – Justinian stellt die römische Herrschaft im Mittelmeer wieder her
Im 6. Jahrhundert kam es zur Erneuerung der römischen Seemacht. Als der Konflikt zum Ostgotenreich Theoderich des Großen im Jahr 508 aufflammte, entsandte Kaiser Anastasios I. eine Flotte von hundert Schiffen, um die Küsten Italiens zu verheeren. 513 rebellierte der thrakische Heermeister Vitalian gegen Anastasios, und die Aufständischen stellten eine Flotte von zweihundert Schiffen zusammen. Diese wurde jedoch trotz einiger Anfangserfolge vom loyalen Admiral Marinus zerstört, angeblich mit Hilfe eines leicht entzündlichen Kampfstoffs, der einen frühen Vorläufer des Griechischen Feuers dargestellt haben könnte.
Im Jahr 533 nutzte der römische Feldherr Belisar die Abwesenheit der vandalischen Flotte, die bei Sardinien operierte, um mit einer Streitmacht von 92 Dromonen und 500 Transportschiffen ein Heer von 15.000 Mann nach Nordafrika überzusetzen. Damit begann der erste der Rückeroberungskriege Justinians, der Vandalenkrieg. Diese Kriege bestanden im Wesentlichen aus amphibischen Unternehmungen, die sehr von der Kontrolle der Seewege abhingen, um die weit auseinandergezogenen Garnisonen und Kampfgruppen versorgen und verbinden zu können. Dies entging den Feinden Konstantinopels nicht, und bereits in den 520er Jahren soll der ostgotische König Theoderich den Bau einer starken Flotte erwogen haben, die sich gleichermaßen gegen die Vandalen und gegen Byzanz richten sollte. Durch seinen Tod im Jahr 526 kamen diese Pläne jedoch nicht mehr zur vollkommenen Ausführung. Im Jahr 535 begann der Gotenkrieg, zwei römische Flotten operierten an den Küsten Italiens und setzten Belisar erst auf Sizilien, dann auf dem italienischen Festland ab, während die andere Dalmatien angriff. Die römische Seeherrschaft erlaubte es dem relativ kleinen Heer Belisars, bis 540 fast ganz Italien zu besetzen.
Bereits 541 schuf der neue Ostgotenkönig Totila jedoch eine Flotte von 400 Schiffen, um dem Reich die Seeherrschaft in den italienischen Gewässern streitig zu machen. Zwei römische Flotten wurden 542 nahe Neapel zerstört, und Belisar kommandierte 546 persönlich zweihundert Schiffe gegen die Gotenflotte, welche die Tibermündung blockierte – ein misslungener Versuch, Rom zu entsetzen. Im Jahr 550 landete Totila auf Sizilien, im darauffolgenden Jahr eroberte seine dreihundert Schiffe starke Marine Sardinien und Korsika zurück und plünderte die Küsten von Korfu und Epirus. Eine Niederlage in der Seeschlacht von Sena Gallica markierte jedoch einen Wechsel im Kriegsglück, und mit der endgültigen Eroberung Italiens und des südlichen Spanien war das Mittelmeer erneut ein „römischer See“ geworden.
Trotz des Verlustes großer Teile Italiens an die Langobarden in der Folgezeit verteidigte Byzanz die Seeherrschaft, auch weil die Langobarden selbst keine Seefahrer waren, und konnte deshalb verschiedene Küstenstreifen in Italien noch für Jahrhunderte verteidigen. Der einzige größere Einsatz der Marine innerhalb der nächsten achtzig Jahre fand bei der Belagerung Konstantinopels durch die sassanidischen Perser, die Awaren und die Slawen im Jahr 626 statt. Als eine Flotte slawischer Ruderboote versuchte, persische Truppen nach Konstantinopel überzusetzen, geriet sie in einen byzantinischen Hinterhalt und wurde vernichtet, so dass die Perser den Bosporus nicht überqueren konnten und letztendlich auch die Awaren abziehen mussten.

### Der Kampf gegen die Araber

#### Die Entstehung der arabischen Bedrohung zur See

Karte der überlieferten Gefechte zwischen byzantinischen und arabischen Seestreitkräften vom Entstehen der ersten muslimischen Flotten bis etwa 1025

Während der 640er Jahre entstand mit der arabischen Eroberung Syriens und Ägyptens im Rahmen der islamischen Expansion eine neue Gefahr für das Oströmische Reich. Mit dem Verlust der beiden Provinzen waren nicht nur wichtige Quellen für Steuergelder, Lebensmittel und Soldaten ausgefallen, sondern die Araber waren auch in den Stand gesetzt, eine eigene Marine zu schaffen. Nachdem die kurzfristige Rückeroberung Alexandrias im Jahr 644 ihnen den Nutzen einer starken Flotte vor Augen geführt hatte, begannen die neuen Herren ebenfalls mit der Aufstellung von Seestreitkräften. Da die neue Elite größtenteils aus dem Inland der arabischen Halbinsel stammte, verließ sie sich dabei maßgeblich auf die Ressourcen und Kenntnisse der Einheimischen, nicht zuletzt der ägyptischen Kopten, die nur wenige Jahre zuvor noch dem Reich Schiffe und Mannschaften gestellt hatten. Es gibt jedoch auch Hinweise, dass in den neuen Marinestützpunkten Palästinas auch Schiffbaumeister aus Persien und Mesopotamien beschäftigt wurden. Da es aus der Zeit vor dem frühen 14. Jahrhundert keine Illustrationen gibt, können über die Beschaffenheit der frühen muslimischen Kriegsschiffe keine Aussagen gemacht werden, obwohl allgemein angenommen wird, dass sie nicht zu weit von der existierenden Tradition des Mittelmeerraumes standen. Aufgrund einer weitgehend einheitlichen nautischen Nomenklatur und dem jahrhundertelangen Austausch zwischen beiden Kulturen waren sich byzantinische und arabische Schiffe in vieler Hinsicht sehr ähnlich. Diese Gemeinsamkeiten erstreckten sich auch auf Taktiken und die generelle Organisation der Flotte, so standen Übersetzungen byzantinischer Militärhandbücher etwa auch arabischen Admiralen zur Verfügung.

„Zu dieser Zeit floh Kallinikos, ein Ingenieur aus Heliopolis, zu den Römern. Er hatte ein Seefeuer erfunden, das die arabischen Schiffe entzündete und sie mit der ganzen Besatzung verbrannte. So kam es, dass die Römer den Sieg errangen und das Seefeuer entdeckten.“

Nach der Besetzung Zyperns und Überfällen auf Rhodos, Kreta und Sizilien brachte die junge arabische Marine in der Schlacht von Phoinix 655 den von Kaiser Konstans II. persönlich befehligten Byzantinern eine entscheidende Niederlage bei. Dieser vernichtende Schlag öffnete den Arabern das Mittelmeer und war Auftakt zu einer jahrhundertelangen Kette von Auseinandersetzungen um die Kontrolle der Schifffahrtsrouten im Mittelmeer. Von der Regierungszeit Muʿāwiya I. an intensivierten sich die Überfälle auf die Küsten, während Vorbereitungen für den entscheidenden Angriff auf Konstantinopel selbst getroffen wurden. In der langen Belagerung Konstantinopels durch die Araber oblag es der byzantinischen Marine, die Existenz des Reiches zu retten. Durch eine neuentwickelte Geheimwaffe, das „Griechische Feuer“, konnten die arabischen Flotten vernichtet und die Belagerer zur Aufgabe gezwungen werden, der arabische Vormarsch in Kleinasien und in der Ägäis kamen damit ebenfalls zum Stillstand. Bald darauf wurde ein dreißigjähriger Waffenstillstand abgeschlossen.
In den 680er Jahren widmete Justinian II. den Bedürfnissen der Marine große Aufmerksamkeit und stärkte sie durch die Umsiedlung von mehr als 18.500 Mardaiten entlang der südlichen Küsten des Reiches, die als Seesoldaten und Ruderer dienten. Dennoch vergrößerte sich die arabische Bedrohung auf See erneut, während sie nach und nach die nordafrikanische Küste entlang vorrückten. Der letzte byzantinische Stützpunkt Karthago fiel im Jahr 698, obwohl einer byzantinischen Flotte kurzzeitig die Rückeroberung gelang. Der arabische Gouverneur Mūsā ibn Nusair ließ bei Tunis eine neue Stadt mit einem Kriegshafen bauen, und tausend koptische Schiffbauer wurden dorthin gebracht, um eine neue Flotte zu bauen, die Byzanz die Seeherrschaft im westlichen Mittelmeer entreißen sollte. So begannen zu Anfang des 8. Jahrhunderts unaufhörliche Serien von Überfällen auf byzantinische Besitzungen im westlichen Mittelmeer, ganz besonders auf Sizilien. Darüber hinaus ermöglichte die Flotte den Arabern den Abschluss der Eroberung Nordafrikas und das Übersetzen nach Spanien, wo sie 711 das westgotische Heer in der Schlacht am Río Guadalete besiegten und das Westgotenreich zerstörten.

#### Byzantinische Gegenoffensiven

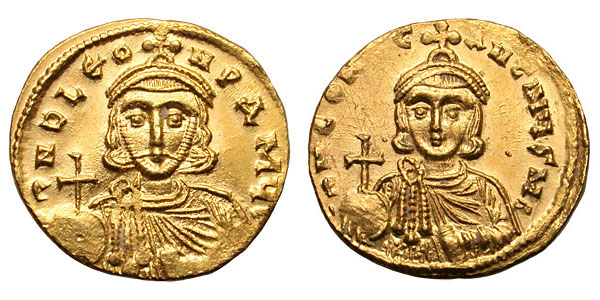
Kaiser Leo III. der Isaurier und sein Sohn und Nachfolger Konstantin V. Zusammen bewirkten sie einen Wechsel des Kriegsglücks im Kampf gegen die Araber, verursachten aber auch starke innere Wirren aufgrund ihrer ikonoklastischen Ansichten.

Die Byzantiner konnten dem muslimischen Vormarsch in Nordafrika wenig entgegensetzen, da die beiden Jahrzehnte zwischen 695 und 715 von schweren inneren Auseinandersetzungen gekennzeichnet waren. Allerdings führten sie im östlichen Mittelmeer selbst Überfälle auf die feindlichen Küsten durch, wie z. B. ein besonders erfolgreicher im Jahr 709 gegen Ägypten, wo sie den lokalen Admiral gefangensetzen konnten. Sie waren sich der heraufziehenden Gefahr eines neuerlichen großen Angriffes durchaus bewusst, und als Kalif Al-Walid I. seine Streitkräfte für einen neuen Feldzug gegen Konstantinopel sammelte, machte Kaiser Anastasios II. die Stadt verteidigungsbereit und führte einen erfolglosen Präventivschlag gegen die feindlichen Vorbereitungen zur See. Anastasios wurde schon bald durch Theodosios III. gestürzt, der seinerseits schon bald durch Leo III., den Isaurier, ersetzt wurde und der sich der Bedrohung durch die dritte und letzte Belagerung Konstantinopels durch die Araber zu stellen hatte. Erneut erwies sich das Griechische Feuer als die entscheidende Waffe, mit der die Versorgungswege der Stadt zur See offengehalten und die der Belagerer abgeschnitten werden konnten. Ein harter Winter und Angriffe der Bulgaren zehrten zusätzlich an den Kräften der Angreifer, die sich schließlich zurückziehen mussten.
Auf dem Rückzug vom Bosporus wurden die Überreste der arabischen Flotte in einem Sturm weiter dezimiert, und die byzantinischen Streitkräfte nutzten die Schwäche des Gegners zu einer eigenen Offensive. Eine oströmische Flotte plünderte Laodicea, während ein kaiserliches Heer die Araber aus Kleinasien vertrieb. Für die nächsten drei Jahrzehnte beschränkte sich die Seekriegsführung beider Seiten weitgehend auf das Plündern der gegnerischen Küsten, während die Byzantiner mehrfach auch die muslimischen Flottenstützpunkte in Syrien (Latakia) und Ägypten (Damiette, Tanis) angriffen. Im Jahr 727 wurde eine Erhebung der Themenflotten, die wohl aufgrund der ikonoklastischen Politik des Kaisers ausbrach, von der kaiserlichen Zentralflotte durch den Einsatz von Griechischem Feuer niedergeschlagen. Trotz der dadurch entstandenen Verluste entsandte Byzanz schon im Jahr 739 nicht weniger als 390 Schiffe zu einem Angriff gegen Damiette, und 747 bereitete die byzantinische Marine mit Hilfe von Schiffen der italienischen Stadtstaaten den zusammengefassten Flotten Syriens und Alexandrias eine entscheidende Niederlage bei Zypern, welche das Umayyadenkalifat seiner Flotte beraubte.
Bald danach zerstörten die Byzantiner auch die muslimischen Flotten in Nordafrika und gewannen die völlige Seeherrschaft im Mittelmeer zurück. Damit war es dem Reich möglich, den muslimischen Seehandel abzuschnüren, und mit dem kurz darauf folgenden Zusammenbruch des Omajadenreiches und der zunehmenden Zersplitterung der islamischen Welt war die byzantinische Marine bald die einzige wohlorganisierte Seestreitmacht im Mittelmeer, die Byzanz in der zweiten Hälfte des 8. Jahrhunderts die vollständige Seeherrschaft sicherte. Während dieser Zeit galt die Bewachung der Küsten Syriens gegen Angriffe byzantinischer Flotten angeblich als eine frommere Tat als eine im Gebet verbrachte Nacht in der Kaaba.
Diese Erfolge ermöglichten es Kaiser Konstantin V., die Flotte während seiner Feldzüge gegen die Bulgaren im Schwarzen Meer einzusetzen. Eine im Jahr 763 entsandte Flotte aus 800 Schiffen, die 7.600 Reiter und etwas Infanterie transportierten, landete er in Anchalius und errang einen großen Sieg, doch bereits 766 ging eine weitere Flotte, angeblich aus 2600 Schiffen bestehend, unterwegs zum selben Ziel verloren.

#### Rückkehr der muslimischen Bedrohung
„Während dieser Zeit […] gewannen die Muslime die Kontrolle über das ganze Mittelmeer. Ihre Macht und ihre Herrschaft waren gewaltig. Die christlichen Völker konnten nichts gegen die muslimischen Flotten ausrichten, irgendwo im Mittelmeer. Und stets befuhren die Muslime seine Wellen auf dem Weg zu Sieg und Eroberung.“

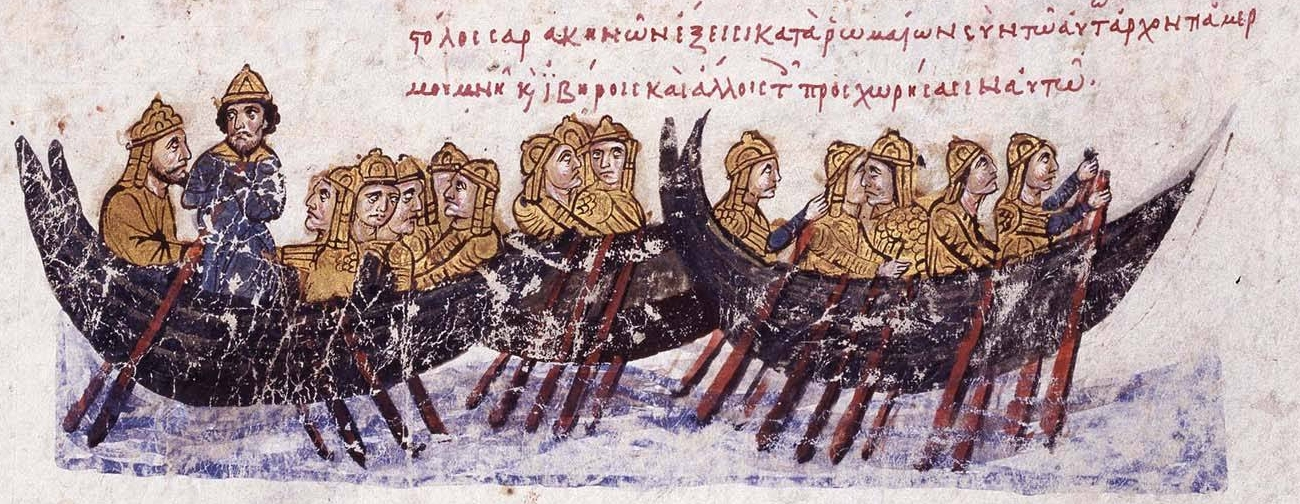
Die sarazenische Piratenflotte segelt gegen Kreta. Aus dem Skylitzes-Manuskript von Madrid.

Die Vorherrschaft der byzantinischen Marine dauerte bis ins frühe 9. Jahrhundert an, als eine Kette von Katastrophen eine neue Epoche mohammedanischer Expansion einleitete. Bereits 790 erlitt Byzanz im Golf von Antalya eine schwere Niederlage, und während der Regierungszeit von Hārūn ar-Raschīd begannen neue Überfälle auf Zypern und Kreta. Rund um das Mittelmeer entstanden neue Mächte, an erster Stelle das Frankenreich der Karolinger. Im Jahr 803 erkannte der Vertrag der Pax Nicephori die De-facto-Unabhängigkeit der Republik Venedig an, die durch eine byzantinische Niederlage bei einem Angriff auf die Stadt 809 weiter bekräftigt wurde. Zum selben Zeitpunkt konsolidierte sich im afrikanischen Ifrīqiya die Dynastie der Aghlabiden, die sofort neue Überfälle an den Küsten des zentralen Mittelmeeres nach sich zog.
Die Byzantiner wurden dagegen von einer Serie verheerender Niederlagen heimgesucht, und 820 führte Thomas der Slawe eine Erhebung gegen das Reich, der sich ein nicht geringer Teil der kaiserlichen Streitkräfte anschloss, u. a. auch die Themenflotten. Obwohl der Aufstand niedergeschlagen wurde, hatte er die Verteidigung des Reiches doch gefährlich geschwächt, und zwischen 824 und 827 fiel Kreta in die Hand einer Gruppe andalusischer Exilanten (siehe Emirat von Kreta). Drei Versuche zur Rückeroberung scheiterten über die nächsten Jahre, und die Insel wurde zur zentralen Basis muslimischer Piratentätigkeit in der Ägäis, was das Kräfteverhältnis in der Region entscheidend beeinflusste. Auch in der Levante entstand unter dem Abbasiden-Kalifat eine neue arabische Marine, und trotz einiger Erfolge gegen die kretischen Piraten und einem Überfall auf Damiette mit 85 Schiffen im Jahr 853 war Byzanz weitestgehend in die Defensive gedrängt.
Im Westen war die Situation noch ernster. Eine entscheidende Niederlage war der Beginn der arabischen Invasion Siziliens, die 827 begann und langsam die ganze Insel der Kontrolle des Reiches entzog. Dies wurde ganz wesentlich erleichtert durch den Verrat des byzantinischen Befehlshabers Euphemios, der mit der Themenflotte der Insel zu den Arabern überlief. Bereits 838 setzten die Muslime nach Italien über und nahmen Tarent, Brindisi und Bari ein. Venezianische Operationen gegen sie blieben erfolglos, und während der 840er Jahre verübten die Araber Überfälle in ganz Italien und in der Adria, auch Rom wurde 846 Ziel eines solchen Angriffs. Die süditalienischen Langobardenherzogtümer und Kaiser Lothar I. blieben ebenfalls ohne Erfolg bei dem Versuch, die Eindringlinge zu vertreiben, während zwei byzantinische Versuche zur Rückeroberung Siziliens in den Jahren 840 und 859 kläglich scheiterten. Um 850 waren die muslimischen Flotten ein ernstzunehmender Machtfaktor im Mittelmeer geworden, die zusammen mit unabhängigen Ghazi-Piraten die abendländische Christenheit und Byzanz in die Defensive drängten.
In derselben Zeit, als Byzanz an allen Fronten verlustreiche Abwehrkriege führen musste, tauchte eine neue Bedrohung auf: die Rus erschienen bei einem Überfall auf Paphlagonien in den 830er Jahren erstmals auf der Bildfläche und kehrten 860 zu einem größeren Kriegszug zurück.

### Byzantinische Rückeroberung – Die Makedonische Dynastie
Während des 9. und 10. Jahrhunderts zerfiel das Kalifat in kleinere Staaten und die Macht der Araber schwand, so dass das Reich eine Folge erfolgreicher Feldzüge gegen sie unternehmen konnte. Diese Byzantinische Reconquista geschah unter der Herrschaft der fähigen Kaiser der Makedonischen Dynastie und markierte den Höhepunkt byzantinischer Macht im Mittelalter.

#### Die Herrschaft Basileios I.

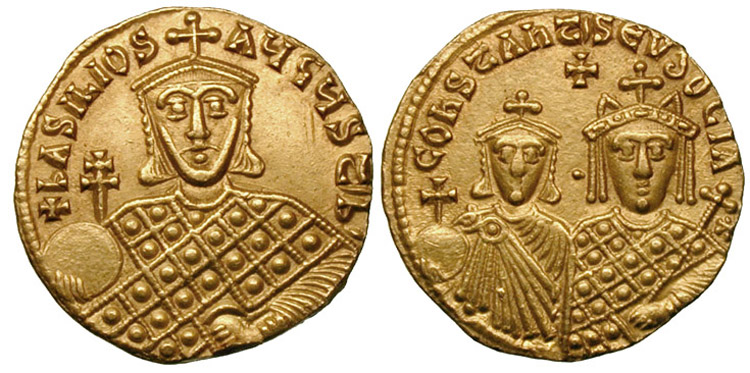
Gold-Solidus des Kaisers Basileios I. Seine Förderung der Marine erbrachte viele Erfolge und blieb den Seeleuten lange in Erinnerung, so dass die Makedonische Dynastie auf die Loyalität der Flotte bauen konnte, die sich auch noch auf Basileios’ Enkel Konstantin VII. erstreckte.

Dieser Siegeszug begann mit der Thronbesteigung Kaiser Basileios I., der eine aggressive Außenpolitik betrieb. Wie schon sein Vorgänger Michael III. räumte er der Marine hohe Priorität ein, und daraufhin stellten sich schon bald militärische Erfolge ein. Bereits 867 beendete eine vom droungarios tou plōïmou Niketas Ooryphas geführte Flotte die arabischen Überfälle in Dalmatien und stellte die byzantinische Präsenz in der Gegend wieder her. Einige Jahre später bereitete er den kretischen Piraten zweimal schwere Niederlagen und stellte damit die Sicherheit in der Ägäis vorübergehend wieder her. Auch Zypern konnte zeitweise zurückgewonnen und Bari besetzt werden. Zur selben Zeit nahm der arabische Druck auf Kilikien jedoch wieder zu, und Tarsus wurde zu einem bedeutenden Stützpunkt für Angriffe gegen Byzanz auf dem Land- und Seeweg, ganz besonders unter dem berüchtigten Emir Yazaman al-Khadim.
Im Westen rückten die Muslime weiterhin stetig vor, und die örtlichen byzantinischen Milizen waren zu schwach, um sie aufzuhalten. Das Reich sah sich gezwungen, auf die Hilfe seiner nominellen italienischen Untertanen zurückzugreifen, und musste auch Schiffe aus dem Osten dorthin verlegen. Nach dem Fall von Enna im Jahr 855 sah sich Byzanz auf die Ostküste Siziliens beschränkt und stand unter immer stärkerem Druck. Ein 868 durchgeführter Entsatzfeldzug erreichte wenig, Syrakus wurde 869 erneut angegriffen, und 870 fiel Malta in die Hände der Aghlabiden. Muslimische Piraten suchten die Adria heim, und obwohl sie aus Apulien vertrieben werden konnten, richteten sie entlang der Westküste Italiens Stützpunkte ein, aus denen sie bis 915 nicht vollständig verscheucht werden konnten. 878 wurde Syrakus, der stärkste Rückhalt des Reiches in Sizilien, erneut angegriffen und erobert, hauptsächlich weil die Flotte mit dem Transport von Marmor für Basileios’ Nea Ekklesia in Konstantinopel beschäftigt war. 880 jedoch errang Ooryphas’ Nachfolger, der droungarios Nasar, einen wichtigen Sieg in einem Nachtgefecht über die Tunesier, die Überfälle auf die Ionischen Inseln verübten. Er begab sich direkt nach Sizilien und machte reiche Beute, bevor er nahe Punta Stilo eine weitere muslimische Flotte besiegte. Gleichzeitig errang ein weiteres byzantinisches Geschwader einen bedeutenden Sieg nahe Neapel, und diese Erfolge erlaubten Byzanz die Eröffnung einer kurzen Gegenoffensive in den 880er Jahren unter dem Kommando von Nikephoros Phokas dem Älteren. Mit ihnen konnte die byzantinische Position in Apulien und Kalabrien konsolidiert werden, und das Thema Langobardia wurde geschaffen, das sich später zum Katepanat Italien entwickeln sollte. Eine schwere Niederlage bei Milazzo jedoch bedeutete das Ende für jede größere byzantinische Marinepräsenz im folgenden Jahrhundert.

#### Arabische Angriffe während der Regierungszeit Leos VI.
Trotz der Erfolge unter Basileios sah sich das Reich während der Regierungszeit seines Nachfolgers Leos VI. des Weisen neuen Bedrohungen ausgesetzt. Im Norden brach ein Krieg mit den Bulgaren unter ihrem Zaren Simeon aus, und 895 wurde ein Teil der kaiserlichen Flotte eingesetzt, um eine Heerschar Magyaren über die Donau zu setzen, die Bulgarien verheeren sollten. Der Konflikt mit Bulgarien bescherte dem Reich einige empfindliche Niederlagen, während zur selben Zeit die arabische Bedrohung auf See einen neuen Höhepunkt erreichte, der sich in ständigen Überfällen in der Ägäis manifestierte. 891 oder 893 plünderte eine arabische Flotte die Insel Samos und nahm ihren stratēgos gefangen, und im Jahr 898 führte der Eunuch und Admiral Raghib 3.000 byzantinische Seeleute der Kibyrrhaiotai als Gefangene fort. Diese Verluste schwächten die Abwehrkraft des Reiches und erlaubten den Flotten Syriens ständige Überfälle in der ganzen Ägäis. Ein schwerer Schlag war bereits im Jahr 901 die Plünderung von Demetrias durch den Piraten Damian von Tyrus, und bereits im nächsten Jahr fiel Taormina, der letzte Außenposten des Reiches auf Sizilien, in die Hände der Muslime. Die größte Katastrophe ereignete sich jedoch 904, als eine Flotte unter Leon von Tripolis bis in die Dardanellen vordrang und sodann Thessalonike, die zweite Stadt des Reiches, plünderte. Die byzantinischen Schiffe waren aufgrund der gewaltigen Übermacht des Gegners zum Stillhalten verurteilt, und es ist wenig erstaunlich, dass zeitgenössische Marinedoktrinen (Naumachica) zu einem defensiven und vorsichtigen Vorgehen anhielten.
Der hervorragendste byzantinische Admiral dieser Zeit war Himerios, der logothetēs tou dromou. 904 zum Admiral ernannt, konnte er zwar die Plünderung Thessalonikes nicht verhindern, errang jedoch 906 seinen ersten Sieg. 910 führte er eine erfolgreiche Landung bei Laodicea in Syrien durch, die Stadt und ihr Hinterland wurden geplündert und verheert, ohne dass Himerios auch nur ein Schiff verloren hätte. Ein Jahr später allerdings scheiterte eine gegen das Emirat auf Kreta gerichtete Unternehmung unter seiner Führung, die mit 112 Dromonen und 75 pamphyloi 43.000 Soldaten transportierte, und auf der Rückfahrt geriet er in einen Hinterhalt des Leo von Tripoli bei Chios, der die Expeditionsflotte zerstörte.
Erst nach 920 begann sich das Blatt zu wenden. Ob durch Zufall oder nicht, genau in diesem Jahr erfolgte die Thronbesteigung von Romanos I., nach Tiberios II. der zweite (und letzte) Admiral auf dem Thron. Bereits 923 wurde Leo von Tripoli nahe Lemnos entscheidend besiegt, und mit dem Tod Damians bei der Belagerung einer byzantinischen Festung begann der Wiederaufstieg der byzantinischen Seeherrschaft.

#### Rückgewinnung Kretas und der Levante

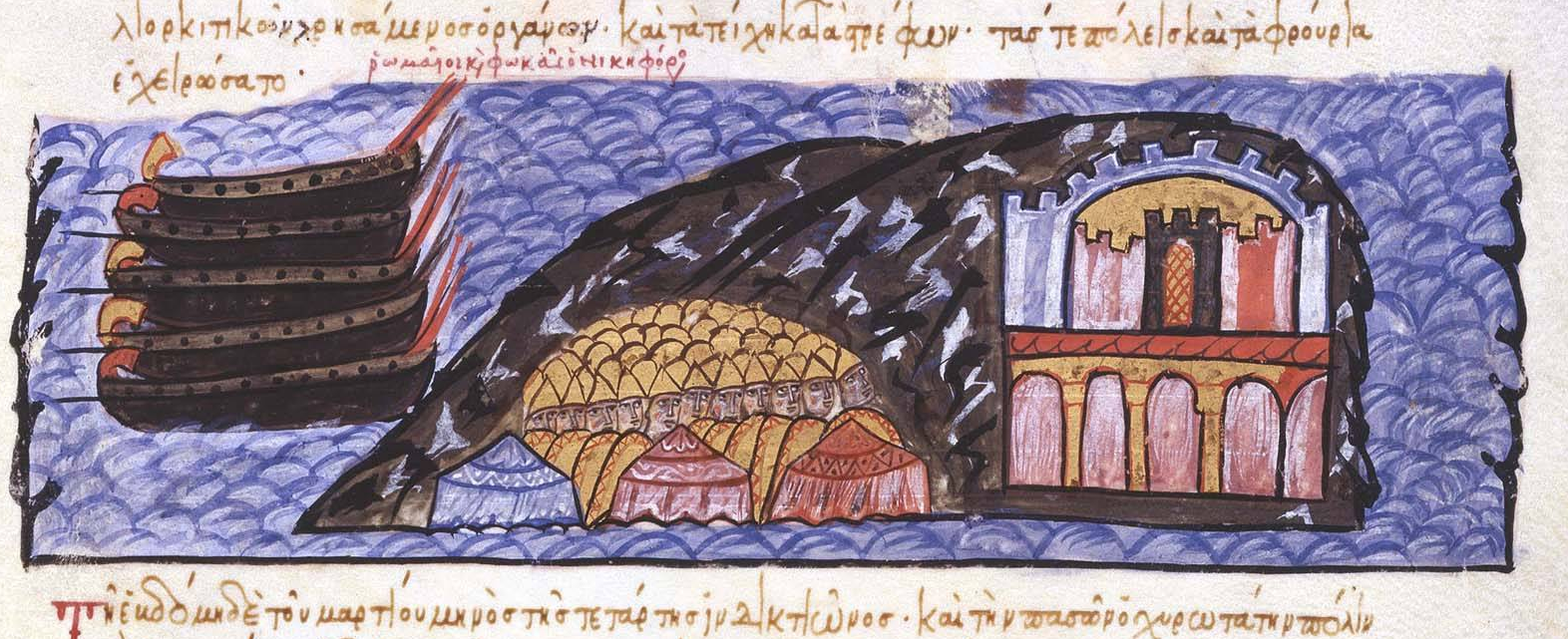
Die Belagerung von Chandax, dem Hauptstützpunkt der Muslime auf Kreta, wie er im Manuskript des Simon Skylitzes dargestellt wird. Nikephoros Phokas führte eine gewaltige amphibische Unternehmung gegen Kreta, welche die Insel für das Reich zurückgewann und die Ägäis von den muslimischen Piraten befreite.

Die wachsende Macht des Reiches zeigte sich 942, als Romanos I. ein Geschwader in das Tyrrhenische Meer entsandte. Mit Griechischem Feuer vernichtete es eine Flotte muslimischer Piraten aus dem provencalischen Piratennest Fraxinetum. Eine 949 von Konstantin VII. ausgerüstete Expedition zur Rückeroberung Kretas scheiterte jedoch vollständig, wohl aufgrund der Unfähigkeit des Befehlshabers Konstantin Gonglyes. Eine erneute Expedition nach Italien wurde 951 und 952 von den Aghlabiden geschlagen, ein weiterer Angriff 956 sowie der Verlust einer tunesischen Flotte in einem Sturm 958 stabilisierten die Situation auf der Halbinsel. Mit einer Revolte der auf Sizilien lebenden Griechen konnte eine byzantinische Expeditionsstreitmacht zwar Taormina zurückgewinnen, doch eine schwere Niederlage der byzantinischen Flotte gegen die Fatimiden machte den Aktivitäten des Reiches zur See zunächst ein Ende. Die Gewässer um Italien wurden den vor Ort befindlichen byzantinischen Kräften und den Stadtstaaten überlassen, erst nach 1025 engagierte sich Byzanz erneut in der Region.
Im Osten bereitete der stratēgos Basileios Hexamilites 956 der muslimischen Flotte von Tarsos eine vernichtende Niederlage, was eine erneute Landung auf Kreta ermöglichte. Das Kommando wurde Nikephoros Phokas übertragen, der 960 mit einer Flotte von 100 Dromonen, 200 Chelandien und 308 Transportschiffen eine Streitmacht von 77.000 Soldaten gegen Kreta führte. Die Eroberung der Insel beseitigte die direkte Gefahr für die Ägäis, und nachfolgende Unternehmungen unter Nikephoros Phokas führten auch zur Rückgewinnung Kilikiens (963), Zyperns (968) und der nördlichen Küste Syriens (969). Damit war die Bedrohung durch die muslimischen Flotten Syriens ausgeschaltet und die Seeherrschaft des Reiches im östlichen Mittelmeer wiederhergestellt. Einige Überfälle und Seegefechte fanden noch statt, als Byzanz sich in den 990er Jahren mit den ägyptischen Fatimiden im Konflikt befand, jedoch fanden beide Seiten eine friedliche Lösung, und das östliche Mittelmeer fand für einige Jahrzehnte relative Ruhe.
Im selben Zeitraum waren byzantinische Kriegsschiffe auch im Schwarzen Meer aktiv: eine Flotte der Rus, die 941 Konstantinopel selbst bedrohte, wurde mit Hilfe eines hastig zusammengestellten Abwehrgeschwaders aus fünfzehn alten, aber mit Griechischem Feuer bestückten Schiffen zerstört, und die Marine spielte auch im Krieg gegen die Rus zwischen 968 und 971 eine wichtige Rolle, als Kaiser Johannes Tzimiskes 300 Schiffe auf der Donau einsetzte, um den Rückzug der Rus aus Bulgarien zu unterbinden.

### Die Komnenenzeit

#### Niedergang im 11. Jahrhundert
„Strebe stets danach, die Marine in bestem Zustand zu erhalten, und enthalte ihr nichts vor. Denn die Flotte ist der Stolz der Rhōmania. […] Der droungarios und der prōtonotarios der Marine sollen […] mit großer Standhaftigkeit alles untersuchen, was der Flotte widerfährt. Denn wenn die Marine zu nichts zerrinnt, wirst du gestürzt werden und fallen.“

Für den größten Teil des 11. Jahrhunderts hatte die byzantinische Marine wenig zu tun. Die Bedrohung durch die Muslime hatte nachgelassen, ihre Seestreitkräfte waren im Verfall begriffen, und ganz besonders zu den Fatimiden waren die Beziehungen gut. Der letzte arabische Überfall auf ein dem Reich unterstehendes Gebiet wurde aus dem Jahr 1035 von den Kykladen gemeldet, die Angreifer wurden jedoch bereits im Jahr darauf besiegt. Ein weiterer russischer Angriff im Jahr 1043 wurde mit Leichtigkeit abgewiesen, und abgesehen von einem kurzlebigen Versuch der Rückgewinnung Siziliens unter Georgios Maniakes wurden auch keine größeren offensiven Unternehmungen durchgeführt. Die lange Zeit des Friedens und des Wohlstandes führte zu einem Klima der Selbstüberschätzung und einem Verfall der Streitkräfte. Bereits unter der Regierung Basileios II. war die Verteidigung der Adria den Venezianern anvertraut worden. Unter Konstantin IX. wurden Heer und Marine verkleinert, da viele Bürger des Reiches sich vom Militärdienst loskauften und so zu einer verstärkten Abhängigkeit von fremden Söldnern führten. Die großen Themenflotten verfielen und wurden durch kleinere Geschwader ersetzt, die den lokalen Militärgouverneuren unterstanden. Diese Form der Organisation war eher zur Bekämpfung von Piraten geeignet als für die Konfrontation mit einem wohlbewaffneten Gegner auf See.
Im letzten Viertel des 11. Jahrhunderts war die byzantinische Marine durch Geldmangel, Vernachlässigung und unfähige Offiziere nur ein Schatten ihrer selbst. Der Schriftsteller Kekaumenos beklagte im Jahr 1078, dass „(die byzantinischen Schiffe) unter dem Vorwand vernünftiger Patrouillen in Wahrheit nichts anderes tun, als Weizen, Gerste, Hülsenfrüchte, Wein, Fleisch, Öl, große Mengen Geld und vieles andere“ von den ägäischen Inseln und Küsten transportierten, während sie „(vor dem Feind) fliehen, bevor sie ihn noch zu Gesicht bekommen, und so zu einer Schande für die Römer geworden sind“. Zu der Zeit, als Kekaumenos diese Worte schrieb, waren dem Reich neue und mächtige Gegner erwachsen. Im Westen warf das normannische Königreich Sizilien, das die Byzantiner aus Süditalien vertrieben und Sizilien erobert hatte, ein Auge auf die Adriaküsten und noch weiter. Im Osten war nach der katastrophalen Schlacht bei Manzikert im Jahr 1071 fast ganz Kleinasien verloren gegangen, das früher die größte Stütze der byzantinischen Wirtschaft und Wehrkraft gewesen war, und die seldschukischen Türken hatten dort ein eigenes Reich gegründet, dessen Hauptstadt Nicaea kaum hundert Meilen südlich von Konstantinopel lag.

#### Versuche des Wiederaufbaus unter Alexios I. und Johannes II.
Zu dieser Zeit zeitigte der beklagenswerte Zustand der Marine furchtbare Auswirkungen. Die Normanneninvasion konnte nicht verhindert werden, und das Normannenheer besetzte Korfu, landete ungehindert in Epirus und belagerte Dyrrhachium. So begann zehnjähriger Krieg, der die knappen Reserven des Reiches aufzehrte. Der neue Kaiser Alexios I. war gezwungen, Venedig um Hilfe zu bitten, das bereits in den 1070er Jahren die Adria und Dalmatien gegen die Normannen hatte halten können. 1082 gewährte er den Venezianern im Austausch für ihre Hilfe weitgehende Handelsprivilegien. Mit diesem Vertrag und seinen späteren Erweiterungen begab sich Byzanz praktisch in venezianische Geiselhaft, später verfuhren Pisaner und Genuesen dann ähnlich. Der Historiker John Birkenmeier bemerkt dazu:

„Das Fehlen einer byzantinischen Flotte […] bedeutete, daß Venedig sich wirtschaftliche Privilegien anmaßen konnte, darüber entschied, ob Feinde in das Reich eindringen konnten, und jeden Versuch der Byzantiner vereiteln konnte, Venedigs Handel oder Schiffahrt zu stören.“

In den Kriegen mit den Normannen während der 1080er Jahre war die einzige schlagkräftige byzantinische Streitmacht zur See ein einzelnes Geschwader, das von Michael Maurex, einem Veteranen früherer Tage, kommandiert und möglicherweise auch unterhalten wurde. Zusammen mit den Venezianern behielt er zunächst die Oberhand über die normannische Flotte, doch die vereinten Geschwader wurden 1084 nahe Korfu von den Normannen überrumpelt und besiegt.
Alexios erkannte unzweifelhaft die Notwendigkeit einer eigenen Marine, und trotz seiner Auslastung mit Unternehmungen an Land unternahm er Anstrengungen, eine neue Flotte aufzubauen. Seine Bemühungen zeitigten einige Erfolge, insbesondere gelang es, die Versuche einiger türkischer Emire wie Tzachas von Smyrna zu vereiteln, in der Ägäis Flotten aufzustellen. Die Flotte unter dem Befehl von Johannes Dukas wurde später dazu eingesetzt, Aufstände auf Kreta und Zypern niederzuschlagen. Mit der Hilfe der Kreuzfahrer konnte Alexios die Küsten des westlichen Kleinasiens zurückerobern und seinen Einfluss weiter landeinwärts ausdehnen. 1104 besetzte ein byzantinisches Geschwader von zehn Schiffen Laodicea und einige weitere Küstenstädte bis nach Tripoli. Bis zu seinem Tode 1118 konnte Alexios seinem Nachfolger Johannes II. eine kleine Marine hinterlassen. Wie schon sein Vater konzentrierte Johannes seine Anstrengungen auf das Heer und den Krieg an Land, war jedoch klug genug, die Stärke und Versorgung der Marine aufrechtzuerhalten. 1122 weigerte er sich jedoch, die Venedig eingeräumten Handelsprivilegien zu verlängern, und die Venezianer plünderten daraufhin einige Inseln in der Ägäis, ohne dass die byzantinische Flotte sie hätte aufhalten können. Schließlich musste Johannes im Jahr 1125 die venezianischen Handelsprivilegien doch noch bestätigen. Offensichtlich war die Marine zu diesem Zeitpunkt nicht stark genug, um es mit den Venezianern aufnehmen zu können, und es gab viele andere Schwierigkeiten, die an den Ressourcen des Reiches zehrten. Nicht lange danach soll Johannes auf den Rat seines Finanzministers Johannes von Poutze die Flotte dem Heer unterstellt und ihre Zuwendungen gestrichen haben, Schiffe wurden jetzt nur noch kurzfristig ausgerüstet.

#### Marine Expansion unter Manuel I.
Unter Manuel I. feierte die Marine noch einmal Auferstehung, und der Kaiser verwendete sie als mächtiges außenpolitisches Werkzeug in seinen Auseinandersetzungen mit den lateinischen und muslimischen Staaten des östlichen Mittelmeeres. In den ersten Jahren seiner Herrschaft war die Marine noch schwach: 1147 konnte eine Flotte unter Roger II. von Sizilien und Georg von Antiochien fast ungehindert Korfu sowie die ägäischen und ionischen Inseln verheeren. Im nächsten Jahr entsandte Byzanz mit venezianischer Hilfe ein von einer starken Flotte (angeblich 500 Kriegsschiffe und 1.000 Transportschiffe) unterstütztes Heer, um Korfu und die Ionischen Inseln zurückzuerobern. Gleichzeitig drang jedoch eine normannische Flotte von vierzig Schiffen bis nach Konstantinopel vor, demonstrierte im Bosporus vor dem Großen Palast und plünderte die Vororte der Kaiserstadt. Auf ihrer Rückfahrt wurden die Normannen jedoch von einer venezianischen oder byzantinischen Flotte gestellt und vernichtet.
1155 erreichte ein zehn Schiffe starkes byzantinisches Geschwader Ancona, das den normannischen Rebellen Robert III. von Loritello unterstützen sollte. Es war der letzte Versuch des Reiches, Süditalien doch noch zurückzugewinnen. Trotz einiger Anfangserfolge und eintreffender Verstärkungen unter dem megas doux Alexeios Komnenos Bryennios endete die Unternehmung mit einem Fehlschlag, und vier byzantinische Schiffe blieben in Feindeshand. Bis 1169 hatten Manuels Bemühungen um die Marine jedoch offensichtlich reiche Früchte getragen, denn eine große und ausschließlich byzantinische Flotte von 150 Galeeren, zwanzig großen Transportschiffen und sechzig Pferdetransportern unter dem Kommando von megas doux Andronikos Kontostephanos wurde ausgesandt, um zusammen mit dem Königreich Jerusalem Ägypten anzugreifen. Die Invasion war jedoch ein Fehlschlag, und etwa die Hälfte der Flotte (um die hundert Schiffe) ging auf dem Rückweg in einem Sturm verloren.
Im Gefolge der reichsweiten Verhaftung und Einkerkerung aller Venezianer im März 1171 war die byzantinische Marine stark genug, um einen direkten Angriff der Venezianer zu verhindern, die stattdessen nach Chios segelten und zu verhandeln versuchten. Manuel schickte ihnen eine Flotte unter dem Kommando von Kontostephanos entgegen, die erfolgreich Verzögerungstaktiken anwandte, bis die von Seuchen geschwächten Venezianer den Rückzug antreten mussten und von Kontostephanos’ Schiffen verfolgt wurden. Es war ein bemerkenswerter Umschwung, wenn man an die Demütigung von 1125 denkt. 1176 segelte erneut eine 150 Schiffe starke Flotte unter Kontostephanos’ Kommando nach Akkon, um zusammen mit dem König von Jerusalem erneut Ägypten anzugreifen. Sie kehrten jedoch wieder um, nachdem Graf Philipp von Flandern und viele andere mächtige Adelige des Königreichs Jerusalem ihre Teilnahme an der Unternehmung verweigert hatten. Gegen Ende von Manuels Regierungszeit wurden die Auswirkungen von Jahren ununterbrochener Kämpfe an allen Fronten und der großartigen Projekte des Kaisers jedoch offenbar: Der Historiker Niketas Choniates schreibt die Zunahme der Piratenaktivitäten in den späteren Jahren von Manuels Regierung der Umleitung von für den Unterhalt der Flotte bestimmten Mitteln in den Reichshaushalt zu.

### Niedergang

#### Unter der Angeloi-Dynastie

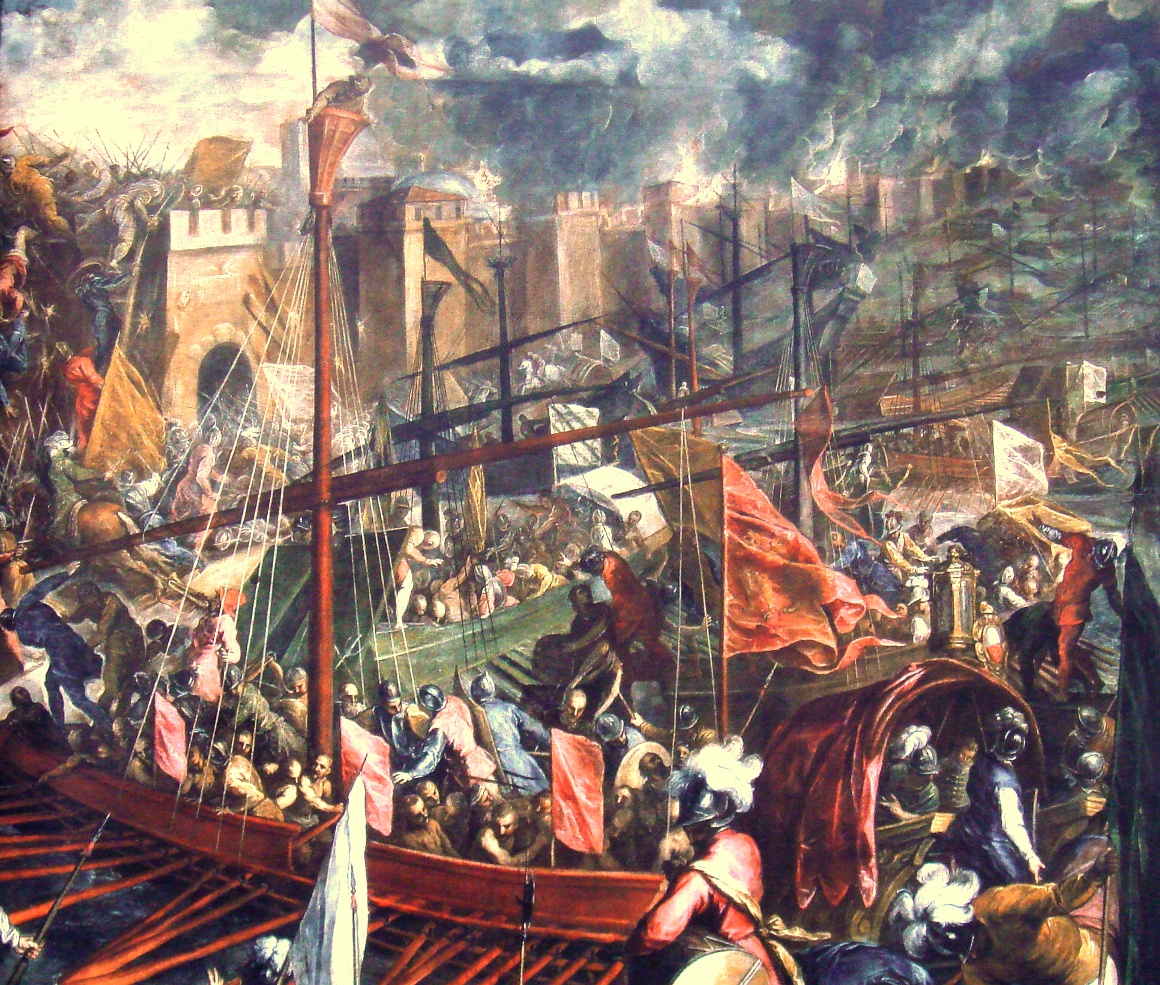
Der Fall Konstantinopels im Vierten Kreuzzug kennzeichnete den Triumph des lateinischen Westens, und ganz besonders Venedigs, über das geschwächte Byzantinische Reich.

Nach dem Tode Manuels I. und dem folgenden Niedergang der Komnenen-Dynastie bis 1185 verfiel die Marine schnell. Die Wartung der Galeeren und die Kosten für professionelle Besatzungen waren sehr hoch, und Vernachlässigung konnte die Flotte schnell ihrer Kampfkraft berauben. Bereits 1182 musste Byzanz venezianische Söldner anheuern, um einige seiner Galeeren zu bemannen, doch im Verlauf der 1180er Jahre, als die komnenischen Einrichtungen und Mannschaften noch vorhanden waren, ist von Unternehmungen mit siebzig bis hundert Schiffen die Rede.
So konnte Kaiser Andronikos I. 1185 immer noch hundert Kriegsschiffe zusammenziehen, um eine normannische Flotte im Marmarameer erst im Schach zu halten und schließlich zu zerstören. Dennoch enthielt der nachfolgende Friedensvertrag eine Klausel, in der Sizilien verpflichtet wurde, dem Reich eine Flotte zu stellen. Zusammen mit einer ähnlichen Vereinbarung, die Isaak II. Angelos im nächsten Jahr mit Venedig einging und nach der die Republik innerhalb von sechs Monaten vierzig bis hundert Galeeren im Austausch für günstige Handelsbedingungen stellen würde, ist zu vermuten, dass man sich in Konstantinopel der Unzulänglichkeit der eigenen Seerüstung durchaus bewusst war. 1186 entsandte Isaak II. achtzig Galeeren nach Akkon, um seinen Bruder Alexeios III. Angelos zu befreien, der dort gefangen gehalten wurde. Die Flotte wurde jedoch bei Zypern von dem normannischen Piraten Margaritos von Brindisi vernichtet, und eine im nächsten Jahr nach Zypern ausgeschickte Flotte von siebzig Schiffen, welche die Insel von Isaak Komnenos zurückerobern sollte, ereilte dasselbe Schicksal. In einem Versuch, einige Territorien im Heiligen Land zurückzugewinnen, erklärte sich der Kaiser 1189 außerdem bereit, hundert Galeeren nach Antiochia zu schicken, um Saladin bei der Eroberung der Stadt zu unterstützen.
In den 1190er Jahren beschleunigte sich der Niedergang. Nach Choniates bereicherte sich der damalige megas doux, Michael Stryphnos, indem er die Ausrüstung der Kriegsschiffe auf eigene Rechnung verkaufte, so dass bis 1196 nur noch etwa dreißig Galeeren verblieben. Byzanz musste hilflos mitansehen, wie Genuesen und Venezianer ungehindert in der Ägäis operierten, die Küsten und Inseln verheerten und dem Reich ihre Bedingungen diktierten. Das Reich versuchte sich durch das Anheuern westlicher Freibeuter zu helfen, die für Byzanz kämpfen sollten. Als der Vierte Kreuzzug vor Konstantinopel eintraf, waren nur noch zwanzig Galeeren übrig, die überdies so verrottet waren, dass siebzehn von ihnen nur noch – erfolglos – als Brander gegen die venezianische Flotte geführt werden konnten.

#### Nikaia und die Palaiologenzeit

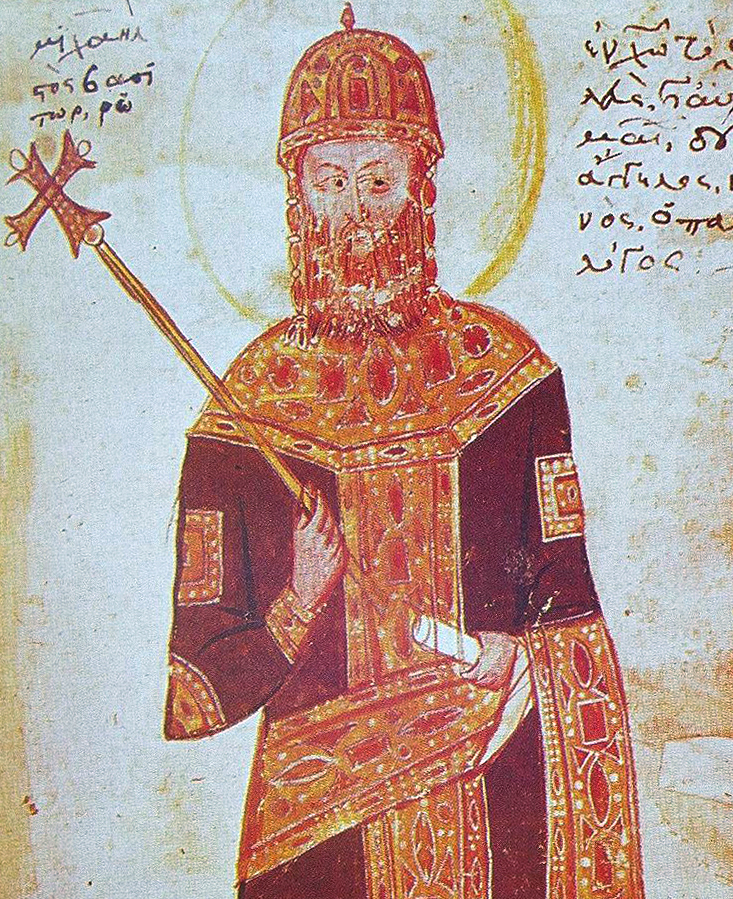
Kaiser Michael VIII. Palaiologos. Er stellte das Byzantinische Reich durch die Wiedereinnahme Konstantinopels wieder her und machte das Reich zum letzten Mal zu einer großen Seemacht.

Nach dem Vierten Kreuzzug teilten die Kreuzfahrer das Reich unter sich auf, während griechische Nachfolgestaaten entstanden, welche sämtlich die Kaiserwürde für sich beanspruchten. Unter diesen Staaten waren das Despotat Epirus und das Kaiserreich Nikaia die mächtigsten. Epirus unterhielt jedoch keine Kriegsschiffe, während Nikaia zunächst eine Politik der Konsolidierung verfolgte und eine Marine zur Küstenverteidigung aufbaute. Unter Johannes III. Vatatzes wurde die Außenpolitik aggressiver, und 1225 konnte die nikaische Flotte die Inseln Lesbos, Chios, Samos und Ikaria besetzen. Den Venezianern waren sie jedoch nicht gewachsen, und bei einem Versuch, Konstantinopel zu blockieren, wurde die nikaische Marine 1235 von einer sehr viel kleineren venezianischen Flotte besiegt, ein ähnliches Vorhaben scheiterte 1241 ebenfalls auf diese Weise. Nikaische Versuche, in den 1230er Jahren auf Kreta einen Aufstand gegen die Venezianer anzuzetteln, waren ebenfalls nur teilweise von Erfolg gekrönt, so dass die letzten nikaischen Soldaten die Insel 1236 verlassen mussten. Kaiser Michael VIII. Palaiologos war sich der Schwäche seiner Flotte sehr wohl bewusst und schloss darum im März 1261 den Vertrag von Nymphaeum mit Genua, mit dem er sich deren Hilfe zur See gegen die Einräumung von Handelsprivilegien sicherte.
Nach der Rückeroberung Konstantinopels einige Monate später konnte sich Michael VIII. dem Aufbau einer eigenen Marine widmen. In den frühen 1260er Jahren waren die byzantinische Seestreitkräfte noch schwach, wie die Niederlage einer aus 48 Schiffen bestehenden vereinten byzantinisch-genuesischen Flotte gegen ein viel kleineres venezianisches Geschwader im Jahr 1263 belegt. Im Windschatten des Krieges zwischen Genua und Venedig konnte Michael bis 1270 eine Flotte von achtzig Schiffen zusammenstellen, der auch einige lateinische Freibeuter unter kaiserlicher Flagge angehörten. Im selben Jahr noch belagerte ein Geschwader von vierundzwanzig Galeeren die Stadt Oreos auf Euböa und besiegte eine lateinische Flotte von zwanzig Schiffen. Dieser Sieg war seit langem die erste unabhängige byzantinische Flottenunternehmung und Auftakt zu einem organisierten Feldzug in der Ägäis, der während der 1270er Jahre viele Inseln – wenn auch nur vorübergehend – wieder unter die Herrschaft des Reiches brachte.
Die Zeit der relativen Stärke zur See war jedoch bald wieder zu Ende. Nach dem Tod Karls von Anjou 1285 und dem Ende der Gefahr einer Invasion von Italien aus nahm Michaels Nachfolger Andronikos II. Palaiologos an, sich auf See ganz auf die Stärke seiner genuesischen Verbündeten verlassen zu können, und löste die teure Marine auf. Stattdessen nahm er fünfzig bis sechzig genuesische Söldnergaleeren unter Sold. Andronikos sah sich wegen der Kürzungen im Militärhaushalt, die sich auch auf das Heer erstreckten, fast sofort der harschen Kritik seiner Zeitgenossen ausgesetzt. Die Resultate dieser Politik traten auch bald offen zutage: während Andronikos’ langer Regierungszeit brachten die Türken nach und nach die gesamte anatolische Küste der Ägäis unter ihre Kontrolle, ohne dass das Reich irgendetwas dagegen zu unternehmen vermochte, und in den Jahren 1296 sowie 1297 griff eine venezianische Flotte Konstantinopel an und plünderte ungehindert die Vororte. Der Historiker Nikephoros Gregoras schrieb dazu: „Wenn sie [die Byzantiner] noch eine Flotte besessen hätten, würden die Lateiner sich niemals ihnen gegenüber auf diese überhebliche Weise betragen haben, und die Türken hätten niemals die Strände des [ägäischen] Meeres erblickt…“
Nach 1305 begann der Kaiser verspätet doch noch einen Wiederaufbau der Marine, indem er zwanzig neue Schiffe in Bau gab, doch seine Anstrengungen scheiterten. Sein Enkel und Erbe Andronikos III. Palaiologos versuchte ebenfalls noch einmal, die Stärke der Flotte wiederherzustellen, und führte sie persönlich in Expeditionen gegen lateinische Besitzungen in der Ägäis, doch diese Bemühungen vermochten den allgemeinen Verfall nicht zu bremsen. Nach seiner Regierungszeit beträgt die höchste Anzahl in überlieferten Quellen genannter byzantinischer Kriegsschiffe selten mehr als zehn, doch zusammen mit kurzfristig beschlagnahmten Handelsschiffen konnten durchaus noch Flotten von hundert bis zweihundert Schiffen zustande kommen.
Während des Bürgerkrieges von 1341–1347 war die Marine sehr aktiv, und ihr Befehlshaber, megas doux Alexios Apokaukos, spielte eine tragende Rolle. Nach Ende des Bürgerkrieges versuchte Kaiser Johannes VI. Kantakouzenos, die Stärke von Kriegs- und Handelsmarine wieder zu vergrößern, um sowohl die Abhängigkeit von der genuesischen Kolonie in Galata zu vermindern als auch die Dardanellen gegen die Durchfahrt türkischer Schiffe zu sperren. Zu diesem Zweck bat er die Venezianer um Hilfe, doch im März 1349 geriet seine neuerbaute Flotte aus neun größeren und etwa hundert kleineren Schiffen nahe der Südküste Konstantinopels in einen Sturm. Die unerfahrenen Besatzungen gerieten in Panik, und ihre Schiffe wurden von den Genuesen entweder versenkt oder gekapert. Im Jahr 1351 nahm Johannes VI. mit nur vierzehn Kriegsschiffen am Krieg Venedigs und Aragons gegen Genua teil, er wurde jedoch bald geschlagen und musste einen ungünstigen Frieden abschließen.
Johannes VI. war der letzte Kaiser, der noch über die Mittel verfügte, einen Versuch zum Wiederaufbau einer schlagkräftigen Marine zu unternehmen. Nach seiner Regierungszeit beschleunigte sich der Untergang des Reiches, das durch Bürgerkriege und ständige territoriale Einbußen immer schwächer wurde. Es ist charakteristisch für die Denkweise dieser Zeit, dass der Gelehrte Georgios Gemistos Plethon dem despotēs Theodor II. Palaiologos in einer 1418 verfassten Denkschrift von der Unterhaltung von Seestreitkräften abriet, da die knappen Mittel nicht für Heer und Marine zugleich ausreichten. Während der kurzen Usurpation Johannes VII. um 1390 konnte Manuel II. lediglich fünf Galeeren und vier kleinere Fahrzeuge (einige kamen von den Johannitern auf Rhodos) zusammenbringen, um Konstantinopel zurückzuerobern und seinen Vater, Johannes V., zu befreien. Sechs Jahre später sagte Manuel zur Unterstützung des Kreuzzuges von Nicopolis die Ausrüstung von zehn Kriegsschiffen zu, zwanzig Jahre danach befehligte er persönlich vier Galeeren und zwei weitere Fahrzeuge, die Infanteristen und Kavalleristen an Bord hatten und die Insel Thasos vor einer Invasion bewahrten. Auf ganz ähnliche Weise unterstützten zehn byzantinische Kriegsschiffe im Jahr 1421 den osmanischen Thronprätendenten Mustafa gegen Sultan Murad II.
Der letzte verzeichnete byzantinische Seesieg fand 1427 in einer Schlacht nahe der Echinaden statt, als Kaiser Johannes VIII. Palaiologos die überlegene Flotte des Pfalzgrafen von Kefallonia und Despoten von Epirus, Carlo I. Tocco, besiegte und ihn damit zwang, alle Besitzungen in der Morea an Byzanz abzutreten. Ihre letzte Rolle spielte die byzantinische Marine bei der Belagerung Konstantinopels 1453 durch Mehmed II., als eine gemischte Flotte aus byzantinischen, genuesischen und venezianischen Schiffen (Angaben über ihre Stärke variieren zwischen zehn und neununddreißig Schiffen) gegen die osmanische Marine verteidigte. Während der Belagerung fand am 20. April 1453 (neun Tage vor dem Fall der Stadt) das letzte überlieferte byzantinische Seegefecht statt, als drei genuesische Galeeren ein byzantinisches Transportschiff erfolgreich durch die weit überlegene osmanische Blockadeflotte und in das Goldene Horn geleiten konnten.

## Organisation

### Frühbyzantinische Zeit (4. – Mitte 7. Jahrhundert)
Nach der Zeit der Reichskrise des 3. Jahrhunderts verstärkte Kaiser Diokletian die Marine von 46.000 auf 64.000 Mann, eine Zahl, die wohl die größte numerische Stärke der spätrömischen Marine darstellt. Bis zum 4. Jahrhundert waren die großen, ständig unterhaltenen Flotten des Reiches in viele kleinere Geschwader zerfallen, und die Struktur der damaligen Seestreitkräfte bleibt im 4. und 5. Jahrhundert unklar. Die Donauflotte (Classis Histrica) mit ihren Legions-Hilfsflottillen ist in der Notitia dignitatum wohldokumentiert, und ihre erhöhte Aktivität wird von Flavius Vegetius Renatus erwähnt. Im Westen ist ebenfalls noch von einigen Flussflotten die Rede, doch die alten stehenden Prätorenflotten waren verschwunden, und selbst die noch verbleibenden Flotten der westlichen Provinzen scheinen viel zu schwach gewesen zu sein und waren außerstande, ernsthaften Bedrohungen durch die Barbaren zu begegnen. Im Osten ist bekannt, dass die Flotten Syriens und Alexandrias noch bis um 400 bestanden haben, und auch eine Flotte in Konstantinopel selbst wird erwähnt, die möglicherweise aus den Überresten der prätorischen Flotten zusammengestellt wurde. Ihre Stärke ist jedoch nicht bekannt, und sie findet auch keine Erwähnung in der Notitia.
Für Unternehmungen im Mittelmeer scheint man im 5. Jahrhundert größere Verbände lediglich kurzzeitig zusammengestellt und nach Abschluss der Aktion wieder aufgelöst zu haben. Die erste stehende byzantinische Flotte kann bis in das 6. Jahrhundert zurückverfolgt werden, als Anastasius I. eine Flotte schuf, um der des Rebellen Vitalian zu begegnen. Diese Flotte blieb bestehen und entwickelte sich unter Justinian I. und seinen Nachfolgern zu einer professionellen und gut ausgerüsteten Streitmacht. Durch die Abwesenheit jeglicher Bedrohung auf See war die Marine zum Ende des 6. Jahrhunderts stark geschrumpft, mit mehreren kleinen Flottillen auf der Donau und zwei größeren Flotten in Ravenna und Konstantinopel. Zusätzliche Geschwader müssen wohl in den größeren maritimen und wirtschaftlichen Zentren des Reiches bestanden haben; in Alexandria diente es zum Geleit der Getreidetransporte nach Konstantinopel, während das in Karthago das westliche Mittelmeer überwachte. Die lang geübte seemännische Tradition dieser Regionen machte den Unterhalt einer Flotte einfacher, und im Falle einer größeren Unternehmung konnte durch die Beschlagnahme der zahlreichen zivilen Handelsschiffe schnell eine große Streitmacht zusammengestellt werden.

### Mittelbyzantinische Zeit (spätes 7. Jahrhundert – 1070er Jahre)

#### Seethemen

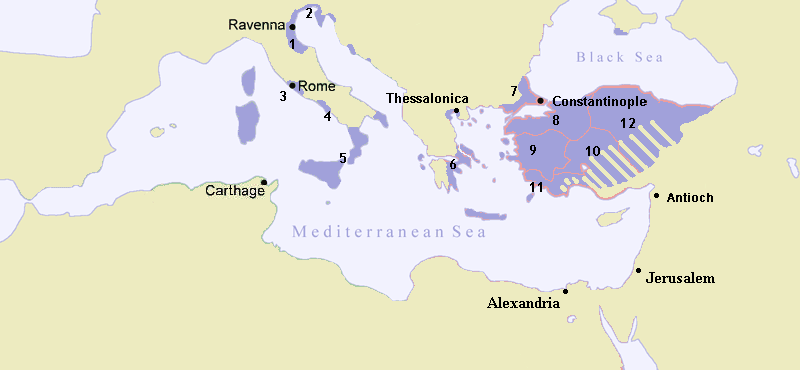
Das Byzantinische Reich um 717. Die verstreuten und isolierten kaiserlichen Besitzungen rund um das Mittelmeer wurden von der Marine verteidigt und versorgt.

Als Reaktion auf die arabischen Eroberungszüge des 7. Jahrhunderts wurde das gesamte militärische und administrative System des Reiches reformiert und die sogenannte Themenverfassung eingeführt. Das Reich war in mehrere themata unterteilt, die regionale Verwaltungs- und Militärsdistrikte darstellten. Unter dem Kommando eines stratēgos unterhielt jedes Thema seine eigenen Militäreinheiten, die aus der lokalen Bevölkerung rekrutiert wurden. Nach einer Serie von Aufständen durch thematische Einheiten wurden die großen Themen der frühen Zeit unter Konstantin V. In kleinere Bezirke aufgeteilt. Gleichzeitig wurde ein kaiserliches Heer aus Eliteregimentern (tagmata) aufgestellt, das in oder nahe bei Konstantinopel stationiert war und, unterstützt durch die Themeneinheiten, fortan als zentrale Reserve und Kern größerer Heere diente.
Die Marine durchlief einen ähnlichen Prozess. In den 660er Jahren stellte Konstans II. die Karabisianoi (griechisch Καραβισιάνοι, „Männer der Schiffe“) auf, möglicherweise aus den Resten der questura exercitus oder der Armee des Heermeisters von Illyricum. Kommandiert wurde es von einem stratēgos (stratēgos tōn plōimatōn) und umfasste die Südküste Kleinasiens von Milet bis Seleucia in Kilikien, die ägäischen Inseln sowie die kaiserlichen Besitzungen im Süden Griechenlands. Das Hauptquartier befand sich ursprünglich auf Samos, mit einem unterstellten Kommando unter einem droungarios in Cibyrra in Pamphylien. Wie der Name schon andeutet, umfasste es einen großen Teil der stehenden Seestreitkräfte des Reiches und stellte sich der größten maritimen Bedrohung entgegen: den arabischen Flotten Ägyptens und Syriens.
Während der mittelbyzantinischen Zeit wurden die großen Themen der Anfangszeit allmählich unterteilt, und weitere entstanden im Zuge der Eroberungszüge des 9. und 10. Jahrhunderts. Obwohl die meisten Themen mit Küstenstreifen eigene Schiffe unterhielten, gab es vom 8. bis zum 10. Jahrhundert lediglich drei in erster Linie der Seefahrt gewidmete Themen (θέματα ναυτικᾶ):
- Das Thema der Kibyrrhaioten oder Kibyrrhaiotai (θέμα Κιβυρραιωτῶν) entstand aus der Flotte der Karabisianoi, und ihm oblag die Verteidigung und Verwaltung der Südküste Kleinasiens.[169] Der genaue Zeitpunkt seiner Entstehung ist unklar, Vermutungen bewegen sich im Zeitraum von etwa 690[169] bis nach 720.[170] Der Sitz seines stratēgos, erstmals um 734 erwähnt, befand sich zunächst in Cibyrra und später in Attaleia.[171][172] Seine wichtigsten Unterführer waren der katepanō der Mardaiten, ein ek prosōpou (Stellvertreter) in Syllaeum und ein droungarios auf Kos.[172] Da es der muslimischen Levante am nächsten war, stellte es jahrhundertelang die wichtigste Flotte des Reiches,[85] bis seine Bedeutung mit dem Verschwinden der arabischen Bedrohung zurückging. Die Flotte wird zuletzt 1043 erwähnt, danach wurde das Thema zu einer rein zivilen Verwaltungseinheit.[172]
- Das Thema der Ägäis (θέμα Αἰγαίου) wurde 843 vom Thema der Kibyrrhaotai abgetrennt, vermutlich als Reaktion auf die neue Bedrohung durch das Emirat auf Kreta, und umfasste alle ägäischen Inseln bis auf den Dodekanes.[52][173]
- Das Thema von Samos (θέμα Σάμου) wurde 882 von Ägäischen Thema getrennt[173] und umfasste die ionische Küste mit seiner Hauptstadt Smyrna.[174]

Zusätzlich wurde die zentrale Kaiserliche Flotte (βασιλικόν πλώιμον, basilikon plōimon) in Konstantinopel verstärkt und spielte eine herausragende Rolle, ganz besonders bei der Abwehr der arabischen Belagerungen der Hauptstadt. Durch seine Hauptbasis war sie auch als die Flotte vom strenon bekannt, nach dem griechischen Namen für die Dardanellen. Im Gegensatz zur römischen Flotte, in der die Provinzialflotten nur eine geringe Stärke erreichten und leichtere Schiffe als die der Zentralflotten umfassten, waren die byzantinischen Themenflotten vermutlich auch allein Kampfverbände von beachtlicher Stärke.
Andere Themen mit größeren Seestreitkräften waren:
- Das Thema von Hellas (θέμα Ἑλλάδος), das um 686–689 von Justinian II. eingerichtet wurde und die kaiserlichen Besitzungen im südlichen Griechenland mit ihrer Hauptstadt Korinth umfasste. Justinian siedelte dort 6.500 Mardaiten an, die als Ruderer und Garnisonssoldaten dienten.[165] Obwohl es nicht ausschließlich der Marine gewidmet war, unterhielt es doch eine eigene Flotte. 809 wurde es in die kleineren Themen Peloponnes und das neue Thema Hellas geteilt, das Zentralgriechenland und Thessalien umfasste. Beide unterhielten dann ebenfalls kleinere Flotten.[169][176]
- Das Thema von Sizilien (θέμα Σικελίας) war für Sizilien und die Besitzungen im südwestlichen Italien (Kalabrien) zuständig. Einst der Stützpfeiler byzantinischer Seemacht, war es im späten 9. Jahrhundert bereits sehr schwach und verschwand mit dem Fall der letzten byzantinischen Besitzung Taormina um 902 ganz.[85]
- Das Thema Ravenna umfasste in etwa das Exarchat von Ravenna bis zu seinem Fall 751.
- Das Thema Kephallenia (θέμα Κεφαλληνίας), das die Ionischen Inseln kontrollierte, rückte 809 vom Archontat zum Thema auf.[176] Die neuen Besitzungen in Apulien wurden ihm in den 870er Jahren zugeschlagen, bevor sie 910 zum eigenständigen Thema Langobardia wurden.[177]
- Das Thema Paphlagonien (θέμα Παφλαγονίας) und das Thema von Chaldia (θέμα Χαλδίας) wurden etwa 819 durch Kaiser Leo V. vom Thema Armeniakon abgetrennt und erhielten ihre eigenen Seestreitkräfte, wohl zum Schutz gegen Überfälle der Rus.[178]

#### Mannschaftsstärke und Größe
Ebenso wie mit seinem Gegenstück an Land fällt eine Bezifferung der genauen Stärke der byzantinischen Seestreitkräfte und der Zahl ihrer Einheiten schwer und ist Gegenstand zahlreicher Debatten, nicht zuletzt aufgrund der wenigen und verschieden auslegbaren Quellen. Eine Ausnahme stellen die Zahlen aus dem späten 9. und frühen 10. Jahrhundert dar, für die wir eine genauere Aufschlüsselung besitzen, die auf den Feldzug gegen Kreta 911 zurückgeht. Die Listen besagen, das die Mannschaftsstärke der Marine während der Regierungszeit Leos VI. 34.200 Ruderer und möglicherweise bis zu 8.000 Seesoldaten betrug. Die kaiserliche Zentralflotte kam dabei auf 19.600 Ruderer und 4.000 Seesoldaten, die dem Kommando des droungarios der basilikon plōimon unterstanden. Diese viertausend Seesoldaten waren Berufssoldaten, die zuerst von Basileios I. in den 870er Jahren aufgestellt worden waren. Sie waren für die kaiserliche Flotte von großem Wert, da sie vorher auf Soldaten der Themen und tagmata für diese Aufgaben hatte zurückgreifen müssen. Dagegen stellten die neuen kaiserlichen Seesoldaten eine besser ausgebildete und zuverlässigere Kampfeinheit dar, die dem Kaiser jederzeit zur Verfügung stand. Der hohe Rang dieser Soldaten wird dadurch deutlich, dass sie den kaiserlichen tagmata zugerechnet wurden und auch ähnlich organisiert waren. Das Ägäische Thema wird mit 2.610 Ruderern und 400 Seesoldaten beziffert, die Flotte der Kibyrrhaeoten mit 5.710 Ruderern und 1.000 Seesoldaten; die Flotte von Samos umfasste danach 3.980 Ruderer und 600 Seesoldaten, während das Thema Hellas 2.300 Ruderer und 2.100 seiner Themensoldaten stellte, die zugleich als Seesoldaten Dienst taten.
Die folgende Tabelle enthält Schätzungen zur Zahl der Ruderer im Verlauf der Geschichte der byzantinischen Marine:
| Jahr    | 300    | 457    | 518    | 540    | 775    | 842    | 959    | 1025   | 1321  |
| ------- | ------ | ------ | ------ | ------ | ------ | ------ | ------ | ------ | ----- |
| Ruderer | 32.000 | 32.000 | 30.000 | 30.000 | 18.500 | 14.600 | 34.200 | 34.200 | 3.080 |

Entgegen der in Laienkreisen oft zu findenden Annahme wurden Sklaven nicht als Ruderer eingesetzt, weder bei den Byzantinern noch bei den Arabern oder ihren römischen bzw. griechischen Vorläufern. Während der ganzen Existenz des Reiches setzten sich die Besatzungen hauptsächlich aus Freien niederer gesellschaftlicher Schichten zusammen, die als Berufssoldaten ihren gesetzlich vorgeschriebenen Militärdienst (strateia) als Gegenleistung für Geldzahlungen oder Landzuweisungen taten. In der ersten Hälfte des 10. Jahrhunderts wird der Wert des zugewiesenen Landes dabei mit etwa zwei bis drei Pfund (0,91–1,4 kg) Gold für Matrosen und Seesoldaten angegeben.
Im Jahr 949 umfasste nach Angaben von Kaiser Konstantin Porphyrogennetos allein die zentrale Kaiserliche Flotte 100, 150 oder 250 Kriegsschiffe (die Unterschiede ergeben sich aus den Interpretationsmöglichkeiten des griechischen Originaltextes). Ausgehend vom Mittelwert von 150 Schiffen extrapolierte der Historiker Warren Treadgold unter Hinzurechnung der Themenflotten eine Gesamtstärke der Marine von 240 Kriegsschiffen, die für die Kretaunternehmung von 960–961 auf 307 erhöht wurde. Die letztgenannte Zahl repräsentiert vermutlich die ungefähre Stärke aller ständig unterhaltenen Flotten der byzantinischen Marine (eingeschlossen die kleineren Geschwader) während des 9. und 10. Jahrhunderts.

#### Rangstruktur
Obwohl die Seethemen sehr ähnlich wie ihre Gegenstücke an Land organisiert waren, herrscht doch einige Verwirrung in den byzantinischen Quellen bezüglich der exakten Rangstruktur. Der gewöhnliche Ausdruck für einen Admiral war stratēgos, derselbe Begriff wie für Generäle, welche Themen an Land befehligten. Dem stratēgos unterstanden zwei bis drei tourmarchai (in etwa Vizeadmirale), die ihrerseits das Kommando über eine Anzahl droungaroi (in etwa Konteradmirale) führten. Bis zur Mitte des 9. Jahrhunderts werden die Gouverneure der Ägäischen und des Samischen Themas als droungaroi bezeichnet, da ihre Kommandobereiche von den größeren Themen der Kibyrrhaioten abgespalten waren, jedoch wurden sie später ebenfalls zum stratēgos erhoben. Der Befehlshaber der Kaiserlichen Flotte dagegen blieb als droungarios tou basilikou plōimou (später mit dem Vorsatz megas, „Groß-“) bekannt. Sein Titel ist noch in der Komnenenzeit zu finden, wenn auch lediglich als Kommandant des kaiserlichen Geleitgeschwaders, und überlebte bis in die Palaiologenzeit, wo er in einem „Buch der Ämter“ von Pseudo-Kodinos des 14. Jahrhunderts auftaucht. Das Amt eines Stellvertreters mit der Bezeichnung topotērētēs wird ebenfalls im Zusammenhang mit der kaiserlichen Flotte erwähnt, doch bleibt seine Rolle in den Quellen unklar. Er könnte einen Rang ähnlich dem eines Hafenkapitäns bekleidet haben. Obwohl einige dieser höheren Offiziere professionelle Seeleute waren, die sich aus den unteren Rängen hochgedient hatten, hatten die meisten Flottenkommandanten hohe Hofämter inne und mussten sich für nautische Fragen wohl auf ihre diesbezüglich erfahrenen Untergebenen verlassen.
Da die Admirale auch als zivile Gouverneure fungierten, wurden sie in dieser Eigenschaft durch einen prōtonotarios unterstützt, welcher der Zivilverwaltung des Themas vorstand. Weitere Stabsoffiziere waren der chartoularios, dem die Marineverwaltung unterstand, der prōtomandatōr („Oberster Bote“), der als Stabschef fungierte, und eine Anzahl komētes („Grafen“, analog zum englischen Count und dem französischen Comte) inklusive des komēs tēs hetaireias, der die Leibwache des droungarios anführte. Geschwader von drei oder fünf Schiffen wurden von einem komēs oder droungarokomēs befehligt, und der Kommandant eines Schiffes wurde kentarchos („Centurio“) genannt, obwohl literarische Quellen ihnen auch archaisch anmutende Titel wie nauarchos oder sogar trierarchos geben.
Die Mannschaft jedes Schiffes bestand je nach seiner Größe aus ein bis drei ousiai (ούσίαι, sing. Ούσία; in etwa „Wache“) zu 110 Mann. Als Offiziere unterstanden dem Kommandanten der bandophoros („Bannerträger“), der als Erster Offizier diente, zwei Steuerleute, die als prōtokaraboi („Köpfe des Schiffes“) bezeichnet wurden (zuweilen heißen sie auch archaischer kybernētes), und ein Bugoffizier, der prōreus. Die meisten dieser Dienststellungen waren von mehreren Offizieren besetzt, die sich umschichtig ablösten. Die meisten Offiziere dienten sich aus dem Mannschaftsstand nach oben, und in De Administrando Imperio ist von Ersten Ruderern (prōtelatai) die Rede, die es zu prōtokaraboi der kaiserlichen Yachten brachten und später noch höhere Posten bekleideten – Kaiser Romanos I. Lekapenos war unter diesen sicher der prominenteste. Es befanden sich außerdem eine Anzahl Spezialisten an Bord, wie z. B. die beiden Bugruderer und die siphōnatores, welche die als Abschussvorrichtung für das Griechische Feuer verwendeten Siphone bedienten. Ein boukinatōr („Trompeter“) wird ebenfalls in den Quellen erwähnt, der Befehle an die Ruderer (kōpēlatai oder elatai) weitergab. Da die Marineinfanterie nach den gleichen Vorgaben wie reguläre Heeresinfanterie organisiert war, wurden bei den Seesoldaten auch deren Ränge verwendet.

### Spätbyzantinische Zeit (1080er Jahre – 1453)

#### Reformen der Komnenenzeit
Nach dem Niedergang der Marine im 11. Jahrhundert baute Alexeios I. die Flotte nach neuen Vorgaben wieder auf. Da die Themenflotten sämtlich vernichtet waren, wurden ihre Überreste zu einer einheitlichen kaiserlichen Flotte zusammengefasst, deren Kommando dem neu geschaffenen Amt des megas doux zugeordnet war. Der megas droungarios der Flotte, einst Kommandant der ganzen Marine, wurde ihm als erster Assistent zur Seite gestellt. Der megas doux war gleichzeitig Gouverneur des südlichen Griechenland, dem Gebiet der alten Themata Hellas und Peloponnes, die in Distrikte (oria) unterteilt waren, welche die Flotte versorgten. Unter Johannes II. wurden die ägäischen Inseln ebenfalls zur Unterhaltung, Bemannung und Verproviantierung der Kriegsschiffe verpflichtet, und zeitgenössische Quellen berichten voll Stolz, dass die großen Flotten des Kaisers Manuel von „eingeborenen Römern“ bemannt waren, wenn auch Söldner und verbündete Geschwader ebenfalls weiter Verwendung fanden. Dennoch hatte der Umstand, dass die gesamte Flotte nun in Konstantinopel stationiert war und dass die Themenflotten verschwunden waren, auch gewichtige Nachteile, da insbesondere weiter entfernte Gebiete, ganz besonders in Griechenland, nun verwundbarer waren.

#### Nikaische Marine
Mit dem Niedergang der byzantinischen Marine im späten 12. Jahrhundert musste das Reich verstärkt auf die Flotten Venedigs und Genuas zurückgreifen. Nach der Plünderung Konstantinopels 1204 berichten Quellen jedoch bereits von einer vergleichsweise starken Flotte unter dem Kommando des ersten nikaischen Kaisers Theodor I. Laskaris, obwohl weitere Details nicht bekannt sind. Unter Johannes III. und Theodor II. hatte die Marine zwei primäre Operationsgebiete: die Ägäis, wo Unternehmungen gegen die griechischen Inseln (hauptsächlich Rhodos) sowie der Transport und die Versorgung der auf dem Balkan kämpfenden Heere überwogen, sowie das Marmarameer, wo die Nikaier lateinischen Schiffen auflauerten und Konstantinopel bedrohten. Für die Ägäis war Smyrna der Hauptstützpunkt, ein weiterer in Stadeia kam hinzu, während die Hauptbasis für das Marmarameer Holkos nahe Lampsakos auf der anderen Seite der Halbinsel Gallipoli war.

#### Palaiologische Marine
Trotz aller Anstrengungen konnten die nikaischen Kaiser die Vorherrschaft Venedigs in der Ägäis und im Schwarzen Meer nicht brechen, so dass sie Genua um Hilfe bitten mussten. Nach der Rückeroberung Konstantinopels 1261 ging Michael VIII. daran, diese Abhängigkeit durch die Aufstellung einer „nationalen“ Marine zu mindern, und schuf dafür eine Anzahl neuer Einheiten: die Gasmouloi (Γασμοῦλοι) waren Männer gemischter griechisch-lateinischer Abkunft aus der Umgebung der Hauptstadt, während die Lakōnes (Λάκωνες, „Lakonier“) oder Tzakōnes (Τζάκωνες) Kolonisten aus Lakonien waren und als Seesoldaten Dienst taten. Sie waren der Grundstock für die Personalreserve der byzantinischen Marine in den 1260er und 1270er Jahren. Die Ruderer, Prosalentai oder Prosēlontes genannt, wurden ebenfalls in einer eigenen Einheit zusammengefasst. Jedes Mitglied dieser Gruppen erhielt ein kleines Stück Land zugeteilt, das sie im Austausch für ihre Dienste bewirtschaften durften, und sie zu kleinen Kolonien zusammengefasst. Die Prosalentai erhielten Ansiedlungen in den Küstengebieten der nördlichen Ägäis, während Gasmouloi und Tzakōnes größtenteils um Konstantinopel und in Thrakien ihre Heimat fanden. Diese Einheiten blieben, wenn auch in verminderter Stärke, für die restliche Existenz des Reiches bestehen (die Prosalentai werden zum letzten Mal 1361 erwähnt, die Gasmouloi um 1422). Durch die ganze palaiologische Epoche war der Hauptstützpunkt der Marine der Kontoskalion-Hafen am Marmarameer in Konstantinopel, der durch Michael VIII. neu ausgebaggert und befestigt worden war. Unter den Marinestützpunkten in der Provinz war Monemvasia auf dem Peloponnes vermutlich der bedeutendste.
Gleichzeitig fuhren Michael und seine Nachfolger mit der bewährten Praxis fort, Ausländer in der Marine einzustellen. Neben den als unzuverlässig betrachteten italienischen Stadtstaaten, mit denen die Bündnisse stetig wechselten, wurden während der letzten Jahrhunderte in zunehmendem Maße Söldner eingesetzt, die für ihre Dienste oft mit Lehen belohnt wurden. Die meisten dieser Söldlinge, wie Giovanni de lo Cavo (Herr von Anafi und von Rhodos), Andrea Moresco (Nachfolger von de lo Cavo auf Rhodos) und Benedetto Zaccaria (Herr von Phocaea) waren Genuesen, dem wichtigsten Verbündeten von Byzanz während dieser Zeit. Unter Michael VIII. wurde z. B. zum allerersten Mal einem Ausländer der Titel des megas doux übertragen, und zwar dem italienischen Freibeuter Licario, der auch Euböa als Lehen erhielt. Zur selben Zeit wurde auch der neue Rang des amiralios (ἀμιράλιος oder ἀμιράλης) eingeführt, der in der Hierarchie der Marine nach dem megas doux und dem megas droungarios an dritter Stelle stand.

## Schiffe

### Die Dromone und ihre Abkömmlinge
Der wichtigste Kriegsschifftyp der byzantinischen Marine bis in das 12. Jahrhundert hinein war die Dromone (δρόμων) und ihr verwandte Abwandlungen. Offenbar waren sie eine Fortentwicklung der leichten Liburnen der römischen Flotten, und der Name taucht erstmals in späten 5. Jahrhundert auf, um im 6. Jahrhundert als Bezeichnung für eine bestimmte Art der Kriegsgaleere zu dienen. Der Begriff dromōn leitet sich vom griechischen Wort δρομ-(άω) ‚rennen‘ ab und bedeutet somit so viel wie ‚Renner‘, und Autoren des 6. Jahrhunderts wie etwa Prokop betonen besonders die Schnelligkeit dieser Schiffe. Über die nächsten Jahrhunderte, als die Auseinandersetzung zur See mit den Arabern an Schärfe zunahm, entwickelten sich schwerere Versionen mit zwei oder auch drei Ruderreihen übereinander. Schließlich wurde der Terminus ganz generell für jede Art von „Kriegsschiff“ verwendet und wurde oft frei austauschbar zusammen mit einem anderen byzantinischen Begriff für große Kriegsschiffe verwendet, dem des chelandion (χελάνδιον, gebildet zu kelēs, in etwa ‚Schlachtross‘), der erstmals im 8. Jahrhundert erscheint.
Das Aussehen und die Entwicklung mittelalterlicher Kriegsschiffe ist Gegenstand heftiger Debatten und Mutmaßungen: Bis vor kurzem wurden keine Beispiele von geruderten Kriegsschiffen aus der Antike oder dem frühen Mittelalter aufgefunden, und Informationen über sie konnten nur durch die Auswertung von schriftlichen Quellen, die Interpretation ungenauer bildlicher Darstellung und die Überreste einiger weniger Handelsschiffe gewonnen werden. Erst 2005 und 2006 brachten archäologische Ausgrabungen des Marmaray-Projekts in der Gegend des Eleutherios-Hafens (dem heutigen Yenikapi) die Wracks von mehr als zwanzig byzantinischen Schiffen aus dem 6. bis 10. Jahrhundert zutage, unter ihnen auch Galeeren.
Die allgemein vertretene Sichtweise ist, dass die hauptsächlichen Entwicklungsschritte, welche die frühen Dromonen von den Liburnen unterschieden und fortan mittelalterliche Galeeren kennzeichneten, die Einführung eines durchgehenden Decks (katastrōma), der Fortfall des klassischen Rammsporns zugunsten eines kleineren Sporns über der Wasserlinie sowie die allmähliche Einführung einer Lateinertakelung. Die genauen Gründe für den Wegfall des Rammsporns (Lateinisch: rostrum, Griechisch: ἔμβολος) bleiben dabei unklar. Abbildungen aufwärts gerichteter Schiffsschnäbel im aus dem 4. Jahrhundert stammenden Vergilius Romanus-Manuskript könnten darauf hindeuten, dass diese Entwicklung bereits bei der späten römischen Marine Einzug gehalten hatte. Ein möglicher Grund ist, dass der Wechsel zum kleineren Überwassersporn zeitgleich mit einer allmählichen Weiterentwicklung der antiken Schiffskonstruktion erfolgte, bei der zuerst der Rumpf gebaut und sodann das Spantengerüst eingezogen wurden, hin zu einer Methode, bei der die tragenden Teile zuerst gebaut wurden. Der klassische Rammsporn war gegen Rümpfe der althergebrachten Bauweise sehr effektiv, während nach der neuen Methode gebaute Schiffe stärker und flexibler waren und damit auch weniger anfällig gegen Rammstöße. Es scheint gesichert, dass zu Beginn des 7. Jahrhunderts der ursprüngliche Zweck des Rammsporns in Vergessenheit geraten war, falls man den Kommentar des Isidor von Sevilla ernst nehmen kann, der davon ausging, die Ramme sei ein Schutz gegen die Kollision mit Unterwasserfelsen. Einige Autoren haben in der Vergangenheit vermutet, dass die Lateinertakelung von den Arabern im Mittelmeerraum eingeführt wurde, die sie ihrerseits aus Indien mitgebracht haben könnten. Mit der Entdeckung neuer Bild- und Textquellen in den letzten Jahrzehnten haben die Gelehrten das Auftauchen der Lateinersegel allerdings in die späte hellenistische Zeit oder frühe römische Epoche vorverlegt. Es waren dabei nicht nur dreieckige, sondern auch viereckige Lateinersegel bekannt, die jahrhundertelang (meist auf kleineren Fahrzeugen) parallel mit den herkömmlichen rechteckigen Segeln verwendet wurden. Die Invasionsflotte Belisars im Jahr 533 war vermutlich mindestens teilweise lateinisch getakelt, was es wahrscheinlich macht, dass die Lateinerbeseglung zu dieser Zeit bereits Standard für die Dromonen geworden war, während das traditionelle rechteckige Segel langsam außer Gebrauch geriet.
Die Dromonen, welche Prokop beschreibt, besaßen nur eine Rudererreihe von etwa 50 Riemen, mit 25 Riemen auf jeder Seite. Im Gegensatz zu den Kriegsschiffen der hellenistischen Zeit, die Ausleger (parexeiresiai) verwendeten, ragten die Riemen der Dromone direkt aus den Bordwänden. Auf späteren doppelreihigen Dromonen des 9. und 10. Jahrhunderts waren die beiden Rudererreihen (elasiai) durch das Deck voneinander getrennt – die obere Reihe war damit an Deck, die untere unter Deck; und die Ruderer der oberen Reihe kämpften bei Entermanövern zusammen mit den Seesoldaten. Die Gesamtlänge der Schiffe betrug wahrscheinlich etwa 32 Meter. Obwohl die meisten Fahrzeuge dieser Zeit nur einen Mast (histos oder katartion) führten, benötigten die größeren doppelreihigen Dromonen wahrscheinlich mindestens zwei Masten, um effektiv manövrieren zu können, wenn man davon ausgeht, dass ein einzelnes Lateinersegel für ein Schiff dieser Größe nicht mehr handhabbare Dimensionen erreicht hätte. Das Schiff wurde mit zwei Seitenrudern am Heck gesteuert (prymnē), wo sich auch das Zelt (skēnē) befand, das die Bettstatt des Kommandanten (krab(b)at(t)os) schützte. Am Bug (prōra) gab es ein erhöhtes Vorderkastell (pseudopation), unter dem der Siphon für das Schleudern des Griechischen Feuers hervorragte – zusätzliche Siphone konnten auch zu beiden Seiten mittschiffs geführt werden. Ein Schanzkleid (kastellōma), an dem die Seesoldaten ihre Schilde anbringen könnten, umlief das ganze Deck und gewährte der dortigen Besatzung Schutz. Größere Schiffe besaßen auch hölzerne Wehrtürme (xylokastra) auf beiden Seiten zwischen den Masten, ähnlich denjenigen, die den römischen Liburnen zugeschrieben wurden. Sie dienten als erhöhte Kampfplattformen zur Beherrschung des eigenen und gegnerischen Schiffes bei Entermanövern und gaben für Bogenschützen eine ausgezeichnete Schussposition ab. Der Bugsporn (peronion) sollte die Riemen eines gegnerischen Schiffes abscheren und es bewegungsunfähig machen, damit es Geschossen und Enterversuchen hilflos ausgesetzt war.
Bis zum 10. Jahrhundert hatten sich drei Haupttypen doppelreihiger Dromonen herausgebildet, wie die detaillierten Aufzeichnungen für die Kretaunternehmungen der Jahre 911 und 949 besagen: die chelandion ousiakon (χελάνδιον οὑσιακόν), so benannt nach der Zahl ihrer Ruderer, die mit 108 fast genau der einer ousia (‚Wache‘) entsprach; die chelandion pamphylon (χελάνδιον πάμφυλον) mit 120–160 Mann Besatzung, deren Name entweder eine Entstehung in der Region Pamphylien oder eine handverlesene Besatzung (aus πᾶν + φῦλον ‚alle Stämme‘) besaß; und die gewöhnliche Dromone mit einer Besatzung von zwei ousia. Es werden auch Schiffe mit stärkeren Besatzungen von bis zu 230 Ruderern und 70 Seesoldaten beschrieben, sie beziehen sich aber vermutlich nur auf überzählige Besatzungsmitglieder. Kleinere, einreihige Schiffe, monērēs (μονήρης ‚ein-reihig‘) oder galea (γαλέα, von welcher der Name „Galeere“ herrührt) mit etwa 60 Mann Besatzung dienten zu Aufklärungszwecken und nahmen in Seegefechten Flügelpositionen ein. Dreireihige („Trieren“) Dromonen werden in einem Werk des 10. Jahrhunderts beschrieben, das dem parakoimōmenos Basileios Lakapenos gewidmet war. Dieses Werk, das nur in Fragmenten auf uns gekommen ist, bezieht sich in starkem Maße auf Beschreibungen des Aussehens und der Bauweise klassischer Triremen und ist daher mit Vorsicht zu genießen, wenn man es zur Beschreibung von Kriegsschiffen der mittelbyzantinischen Zeit heranziehen will. Die Existenz dreireihiger Kriegsschiffe ist jedoch aus der Marine des Fatimidenkalifates des 11. und 12. Jahrhunderts überliefert, und die von Leo VI. erwähnten großen arabischen Kriegsschiffe des 10. Jahrhunderts könnten ebenfalls Triremen gewesen sein.
Zum Transport von Gütern und Mannschaften beschlagnahmten die Byzantiner gewöhnlich zivile Frachtschiffe zum Gebrauch als Truppentransporter (phortēgoi) oder Versorgungsschiff (skeuophora). Diese Schiffe wurden meist gesegelt und nicht gerudert. Sowohl Byzantiner als auch Araber verwendeten spezielle Pferdetransporter (hippagōga), welche entweder Segelschiffe oder Galeeren sein konnten; Letztere mit Modifikationen zur Unterbringung der Tiere. Wenn man davon ausgeht, dass die chelandia ursprünglich ein geruderter Pferdetransporter gewesen zu sein scheint, kann man vermuten, dass sie konstruktive Unterschiede zur gewöhnlichen Dromome aufwies, wobei die Termini in den Quellen unterschiedslos nebeneinander Verwendung finden. Während die Dromone ausschließlich als Kriegsgaleere entwickelt wurde, würde die Chelandie mittschiffs einen speziellen Frachtraum zum Transport von Pferden aufgewiesen haben, der ihre Breite und ihren Laderaum vergrößert hätte.

### Westliche Baumuster der letzten Jahrhunderte
Der genaue Zeitpunkt, zu welchem die Dromone durch Galeeren italienischen Ursprungs verdrängt wurde, ist unklar. Der Terminus bleibt bis in das 12. Jahrhundert in Gebrauch, wobei die byzantinischen Gelehrten nicht zwischen den verschiedenen Typen unterschieden. Zeitgenössische westliche Quellen verwendeten den Begriff zur Beschreibung großer Schiffe, die in der Regel Transporter waren, und es gibt Hinweise, dass die neue Bedeutung auch von den Byzantinern übernommen wurde. Die Beschreibung, die Wilhelm von Tyrus von der byzantinischen Flotte im Jahr 1169 anfertigte, bezeichnet als „dromons“ sehr große Transportschiffe, die klar von den doppelreihigen Kriegsschiffe unterschieden sind, was darauf hindeuten könnte, dass die Byzantiner zu dieser Zeit bereits die westlichen Typen verwendeten. Vom 13. Jahrhundert an verschwindet der Begriff dromon und wird durch das Wort katergon (κάτεργον, in etwa „dienstverpflichtet“) ersetzt, ein Wort aus dem späten 11. Jahrhundert, das ursprünglich die Besatzung beschrieb, die aus der zum Dienst verpflichteten Bevölkerung rekrutiert wurde. Während der spätbyzantinischen Zeit beruhten die byzantinischen Kriegsschiffe auf westlichen Vorbildern: der Begriff katergon wird sowohl für byzantinische wie lateinische Schiffe verwendet, und der Pferdetransporter Chelandie wurde durch den westlichen Typ der Taride (von arabisch ṭarrīda, ins Griechische übernommen als tareta, ταρέτα). Ein ähnlicher Prozess ist in Quellen aus dem angevinischen Sizilien zu beobachten, wo der Begriff chelandre durch taride ersetzt wurde, wobei für einige Zeit beide Begriffe nebeneinander Bestand hatten. Konstruktive Unterschiede zwischen beiden Typen werden nicht erwähnt, beide beziehen sich auf Pferdetransporter (usserii) mit einer Kapazität zwischen 20 und 40 Tieren.
Die doppelreihigen italienischen Galeeren blieben bis zum späten 13. Jahrhundert Standard in den Flotten des Mittelmeeres, wobei zeitgenössische Quellen sich über konstruktive Details in aller Regel ausschweigen. Von da an wurden Galeeren generell zu Triremen, d. h. mit drei Männern auf einer einzelnen Ebene an Deck, von denen jeder einen anderen Riemen ruderte – das sogenannte alla sensile -System. Die Venezianer entwickelten außerdem die sogenannte Großgaleere, die ein vergrößerter Typ mit mehr Platz zum Befördern von Fracht war.
Von den byzantinischen Schiffen dieser Epoche ist wenig bekannt. Der Bericht einer byzantinischen Delegation, die 1437 das Konzil von Ferrara/Florenz besuchte und die vom byzantinischen Priester Sylvester Syropoulos und dem griechisch-venezianischen Hauptmann Michael von Rhodos verfasst wurde, hat zu berichten, dass die meisten Schiffe venezianischer oder päpstlicher Herkunft waren, doch er erwähnt ebenfalls, dass Kaiser Johannes VIII. auf einem „kaiserlichen Schiff“ reiste. Es ist unklar, ob dieses Schiff byzantinischer Herkunft oder gechartert war, und seine Bauart wird nicht erwähnt. Es wird jedoch erwähnt, dass es schneller war als die großen venezianischen Handelsgaleeren, die es begleiteten, so dass es vermutlich eine leichte Kriegsgaleere war. Michael von Rhodos schrieb auch ein Traktat über Schiffbau, das Bauanweisungen und Illustrationen sowohl für Galeeren wie Segelschiffe enthielt, und die von Venedig und anderen seefahrenden Nationen in der ersten Hälfte des 15. Jahrhunderts verwendet wurden.

## Taktiken und Bewaffnung
Die Byzantiner legten großen Wert darauf, Lehren aus der Kriegführung an Land und zur See festzuhalten und weiterzugeben. Diese wurden in militärischen Handbüchern zusammengefasst, und trotz ihrer oftmals altertümlichen Terminologie stellen diese Schriften die Grundlage unserer Kenntnisse über byzantinische Marineangelegenheiten dar. Der wichtigste überlieferte Text sind die Kapitel über Seekriegführung (peri naumachias) aus der tactica Leos des Weisen und des Nikephoros Ouranos, die beide stark Bezug auf das aus dem 6. Jahrhundert stammende Werk Naumachiai des Syrianos Magistros und andere frühere Werke nehmen. Als Ergänzung dienen die relevanten Abschnitte von De administrando imperio des Konstantin Porphyrogennetos sowie andere Werke byzantinischer und arabischer Autoren.

### Marinestrategie, Logistik und Taktiken
Bei der Untersuchung antiker und mittelalterlicher Flottenunternehmungen ist es erforderlich, sich zunächst die technischen Beschränkungen der Galeerenflotten vor Augen zu führen. Galeeren waren bei schwerer See nicht gut zu handhaben und konnten durch Wellengang viel Wasser übernehmen, was sich auf offener See katastrophal auswirken konnte. Die Geschichte berichtet von zahllosen Gelegenheiten, bei denen Galeerenflotten durch schweres Wetter verlorengingen, wie z. B. die schweren Verluste der Römer im Ersten Punischen Krieg. Die Schifffahrtssaison erstreckte sich daher meist auf die Monate mit gutem Wetter vom mittleren Frühling bis Ende September. Die durchschnittliche Reisegeschwindigkeit einer Galeere war selbst unter Segeln begrenzt, ebenso wie ihre Fähigkeit, Güter und Truppen zu befördern. Ganz besonders Trinkwasser war von überragender Bedeutung, und da die Ruderer bis zu acht Liter Wasser am Tag verbrauchten, begrenzte der Vorrat an Trinkwasser die operativen Möglichkeit im sonnenverwöhnten östlichen Mittelmeer. Kleine Dromonen konnten angeblich genug Wasser für vier Tage mitführen. Das bedeutete, dass die Galeerenflotten sich nahe den Küsten aufhalten mussten und regelmäßig Küsten aufzusuchen genötigt waren, um ihre Wasservorräte zu ergänzen und die Mannschaften auszuruhen. Diese Umstände werden in den Berichten über byzantinische Marineunternehmungen wie die Expedition Belisars oder die Landungsunternehmen auf Kreta regelmäßig erwähnt. Aus diesen Gründen hält es Nikephoros Ouranos für sehr wichtig, erfahrene Seeleute an Bord zu haben, „welche genaue Kenntnisse und Erfahrungen für die Seefahrt besitzen […], welche Winde das Wasser aufwühlen und welche vom Land her wehen. Sie sollten sowohl die verborgenen Felsen im Meer wie auch die Orte mit ungenügender Wassertiefe kennen, die Lande, an denen man entlangsegelt und die in der Nähe liegenden Inseln, die Häfen und die Entfernungen zwischen ihnen. Sie sollen auch das Land als auch die dort zu erschließenden Wasservorkommen kennen.“
Mittelalterliche Seekriegführung im Mittelmeerraum war daher in der Natur der Sache ein Kampf im unmittelbaren Küstenvorfeld und an der Küste selbst, der zur Eroberung der Küsten und Inseln geführt wurde und nicht zur Ausübung der „Seeherrschaft“, wie sie heutzutage verstanden wird. Außerdem war mit dem Wegfall des Rammspornes die einzige Waffe verschwunden, die vor dem Aufkommen des Schießpulvers und der Brisanzgranate zuverlässig ein Schiff versenken konnte, so dass der Kampf auf See in den Worten von John Pryor „unberechenbarer wurde. Niemand konnte noch darauf bauen, durch einen entscheidenden Vorteil in Waffenstärke oder Ausbildungsstand der Mannschaften einen sicheren Erfolg davontragen zu können.“ Es ist daher wenig überraschend, dass byzantinische Militärhandbücher großes Gewicht auf vorsichtige Taktiken legen, bei denen oberstes Ziel die Erhaltung der eigenen Flotte und das Sammeln zuverlässiger Aufklärungsdaten war. Auf den Wert von Überraschungsangriffen wurde ebenso viel Wert gelegt wie auf die Notwendigkeit, ihnen selbst nicht zum Opfer zu fallen. Idealerweise sollte ein Gefecht nur durchgeführt werden, wenn man sich einer zahlenmäßigen oder taktischen Überlegenheit versichern konnte. Großes Gewicht wird auch der Notwendigkeit beigemessen, die eigenen Streitkräfte und Taktiken auf den Gegner abzustimmen: Leo VI. hebt z. B. den Gegensatz zwischen den Arabern mit ihren langsamen und schweren Schiffen (koumbaria) und den Slawen und Rus mit ihren kleinen und leichten Fahrzeugen (akatia, hauptsächlich monoxyla) hervor.
Bei einer größeren Unternehmung wurde die Flotte zunächst in den verschiedenen befestigten Stützpunkten entlang der Küste (aplēkta) zu Geschwadern zusammengestellt. Einmal auf der Reise, bestand die Flotte dann aus der Hauptmacht mit den geruderten Kriegsschiffen und dem Tross (touldon) mit den gesegelten und geruderten Transportschiffen, die im Falle eines sich anbahnenden Gefechtes fortgeschickt werden konnten. Die Schlachtflotte war in Geschwader aufgeteilt, Befehle wurden mit Hilfe von Signalflaggen (kamelaukia) und Laternen übermittelt.
Auf dem Anmarsch zum Gefecht und während der eigentlichen Kampfhandlungen war eine geordnete Formation von entscheidender Wichtigkeit. Wenn eine Flotte in Unordnung geriet, konnten die Schiffe einander nicht mehr unterstützen, und sie würde vermutlich unterliegen. Flotten, die keine geordnete Formation halten oder keine zur Abwehr der gegnerischen Ordnung geeignete Formation (antiparataxis) aufbauen konnten, verweigerten oft das Gefecht und zogen sich zurück. Taktische Manöver zielten deshalb meist darauf ab, die gegnerische Formation durcheinanderzubringen, eingeschlossen die Benutzung von Kriegslisten und Finten wie etwa das Teilen der eigenen Formation mit gleichzeitigen Flankenmanövern, einen vorgetäuschten Rückzug oder das Verstecken einer Reserve zur Ausführung eines Hinterhaltes. Tatsächlich spricht sich Leo VI. deutlich gegen direkte Konfrontationen aus und empfiehlt, zu Kriegslisten zu greifen. Nach Leo VI. scheint eine Halbmondformation verbreitet gewesen zu sein, mit dem Flaggschiff im Zentrum und den schwereren Schiffen an den Flügeln, um dem Gegner in die Flanken zu fallen. Eine Anzahl von Varianten dieser Taktik und geeignete Abwehrmanöver standen den Admiralen je nach Situation zu Gebote.
Sobald die Flotten einander nahe genug waren, begannen sie sich gegenseitig mit Geschossen einzudecken, von Brandmunition bis hin zu Pfeilen und Wurfspeeren. Das Ziel war nicht, gegnerische Schiffe zu versenken, sondern die Reihen seiner Besatzung zu lichten, bis man zum Entermanöver schreiten konnte, welches das Treffen entschied. Sobald man den Gegner für hinreichend geschwächt hielt, näherten sich die Flotten einander, und geschleuderte Enterhaken verbanden die Schiffe miteinander. Die Seesoldaten und die Ruderer der oberen Bank stürmten dann das gegnerische Schiff und gingen zum Nahkampf über.

### Bewaffnung

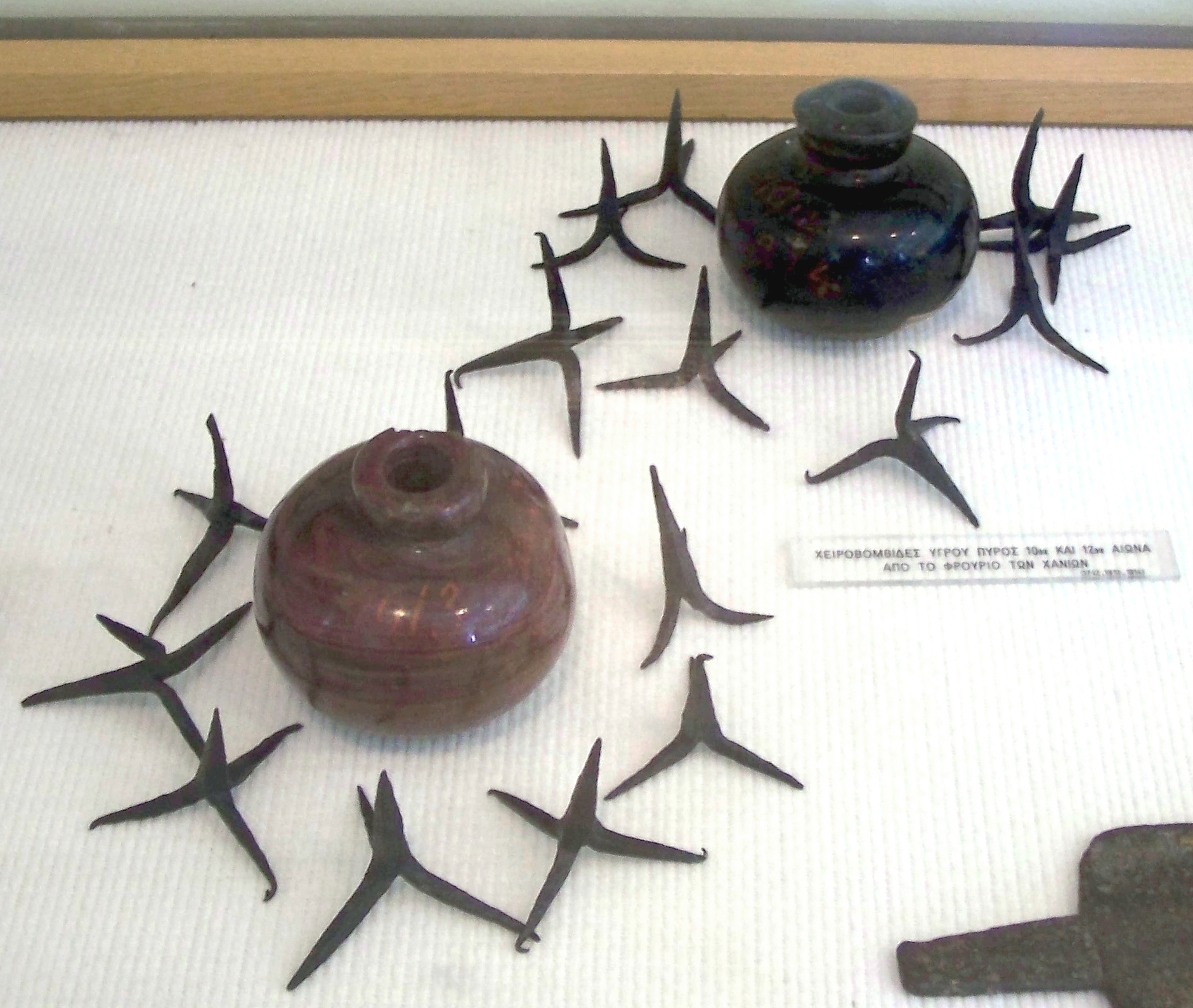
Behälter mit Griechischem Feuer und Krähenfüße aus Kreta, vermutlich aus dem 10. und 12. Jahrhundert

Im Gegensatz zu den Kriegsschiffen des Altertums besaßen byzantinische und arabische Schiffe keine Ramme, so dass die wichtigsten Arten des Schiff-zu-Schiff-Kampfes der Austausch von Geschossen und Entermanöver waren, hinzu kam der Einsatz brennbarer Materialien wie des Griechischen Feuers. Trotz des schrecklichen Rufes dieser Waffe war das Griechische Feuer nur unter bestimmten Umständen effektiv, und es war keine so entscheidende Anti-Schiffs-Waffe, wie es der Rammsporn in den Händen einer erfahrenen Mannschaft gewesen war.
Wie ihre römischen Vorgänger besaßen byzantinische und muslimische Kriegsschiffe kleine Katapulte (mangana) und Ballisten (toxoballistrai), die Steine, Pfeile, Speere, Töpfe mit brennbaren Flüssigkeiten, Krähenfüße (triboloi) und sogar Behälter voll ungelöschten Kalks verschossen. Die letztgenannte Waffe diente offenbar dazu, den Gegner zu ersticken oder, wie Leo VI. etwas unglaubwürdig ausführt, „Skorpione und Schlangen“. Die Seesoldaten und die Ruderer der oberen Bank trugen schwere Panzer (Leo bezeichnet sie als „Kataphrakten“) und mit Nahkampfwaffen wie Lanzen und Schwertern ausgerüstet, während die anderen Seeleute gepolsterte Felljacken (neurika) als Schutz trugen und mit Bögen sowie Armbrüsten kämpften. Die Bedeutung und die Größenordnung des Kampfes mit Geschossen kann vielleicht durch die Ladelisten der Flotten illustriert werden, die im 10. Jahrhundert gegen Kreta ausgesandt wurden. Sie erwähnen eine Ausstattung von 10.000 Krähenfüßen, 50 Bögen und 10.000 Pfeilen, 20 tragbaren ballistrai mit 200 Bolzen (genannt myai, „Fliegen“) und 100 Wurfspeeren pro Dromone.
Vom 12. Jahrhundert an wurde die Armbrust (im Griechischen τζᾶγγρα, tzangra genannt) immer wichtiger, und sie blieb die effektivste Waffe im Seekrieg, bis die vollgetakelten Segelkriegsschiffe mit Schießpulverartillerie aufkamen. Die Byzantiner machten anscheinend nur unregelmäßig Gebrauch von dieser Waffe, hauptsächlich wurde sie bei Belagerungen eingesetzt, obwohl ihr Gebrauch für einige Seegefechte überliefert ist. Kanonen wurden in der zweiten Hälfte des 14. Jahrhunderts eingeführt, doch die Byzantiner benutzten sie selten und besaßen lediglich einige wenige Geschütze für die Verteidigung der Landmauern Konstantinopels. Im Gegensatz zu den Venezianern und Genuesen gibt es keinerlei Hinweise darauf, dass sie von den Byzantinern je auf Schiffen montiert wurden.

### Griechisches Feuer

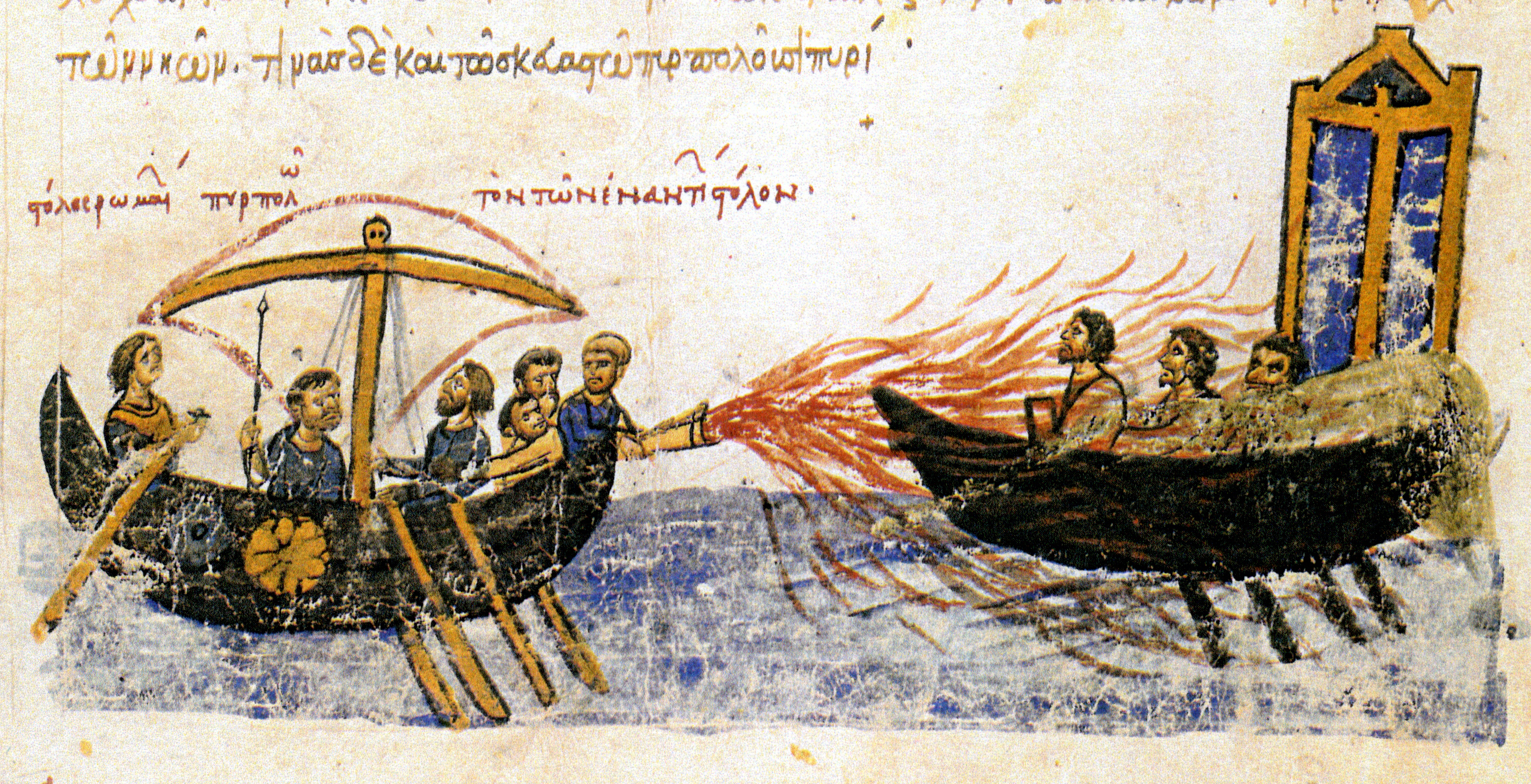
Darstellung des Gebrauchs von Griechischem Feuer aus dem Manuskript des Johannes Skylitzes.

Im Westen wurde die von den Byzantinern benutzte brennbare Mixtur als Griechisches Feuer bezeichnet, da sie die Byzantiner als Griechen ansahen. Die Byzantiner selbst hatten mehrere deskriptive Namen dafür, der gebräuchlichste war wohl ‚flüssiges Feuer‘ (ὑγρόν πῦρ). Obwohl der Gebrauch chemischer Brandmittel den Byzantinern mindestens seit dem 6. Jahrhundert bekannt war, geht die Erfindung des eigentlichen Griechischen Feuers wohl auf das Jahr 673 zurück und wird einem Ingenieur aus Syrien namens Kallinikos zugeschrieben. Die gebräuchlichste Form des Einsatzes war das Versprühen des Mittels durch ein großes bronzenes Rohr (siphōn) auf gegnerische Schiffe, es konnte aber auch in Gefäßen mit Katapulten verschossen oder mit Hilfe einer Art Kran (gerania) auf ein feindliches Schiff gegossen werden. Gewöhnlich wurde die Mixtur in erhitzten Druckbehältern gelagert und mit Hilfe einer Art Pumpe durch das Rohr geleitet, während die Bedienungsmannschaft hinter großen eisernen Schilden in Deckung stand. Es gab auch eine tragbare Version dieses Gerätes (cheirosiphōn), angeblich von Leo VI. selbst erfunden, der starke Ähnlichkeiten mit heutigen Flammenwerfern aufweist. Der Herstellungsprozess war ein Staatsgeheimnis, und die Bestandteile sind nur ungefähr über sekundäre Quellen wie die Werke von Anna Komnena bekannt, so dass die genaue Zusammensetzung bis heute unbekannt geblieben ist. In seiner Wirkung muss das Griechische Feuer etwa dem heutigen Napalm geglichen haben. Zeitgenössische Quellen betonen, dass es nicht mit Wasser gelöscht werden konnte, sondern auf der Wasseroberfläche schwamm und dabei brannte. Sand konnte es ersticken, und mehrere Autoren erwähnen, dass es mit starkem Essig und altem Urin gelöscht werden konnte, womöglich durch eine chemische Reaktion. Mit Essig durchtränkte Felle oder Häute wurden als Schutzvorrichtungen gegen das Griechische Feuer verwendet.

„Da er [der Kaiser] wusste, dass die Pisaner geübt im Kampf auf See waren und eine Schlacht mit ihnen fürchtete, ließ er am Bug eines jeden Schiffes den Kopf eines Löwen oder eines anderen Landtieres anbringen, gefertigt aus Messing oder Eisen mit offenem Maul und sodann vergoldet, so dass bereits ihr bloßer Anblick entsetzlich war. Und er richtete es ein, dass das Feuer, das gegen den Feind geschleudert werden sollte, durch die Mäuler der Bestien fließen sollte, auf dass es so aussehe, als ob die Monstren Feuer spien.“

Entgegen der etwas übertriebenen Darstellungen byzantinischer Autoren war das Griechische Feuer keineswegs eine Wunderwaffe und konnte einige schwere Niederlagen nicht verhindern. Durch seine begrenzte Reichweite sowie den Umstand, dass es nur bei ruhiger See und günstigem Wind eingesetzt werden konnte, war die Brauchbarkeit der Waffe recht eingeschränkt. Dennoch entfaltete es im Einsatz unter günstigen Bedingungen und gegen einen unvorbereiteten Gegner eine verheerende Wirkung, und seine vernichtende Zerstörungskraft und der mit ihrem Einsatz einhergehende psychologische Effekt konnte sich als entscheidend erweisen, wie etwa bei mehreren Gefechten gegen russische Flotten. Griechisches Feuer wird noch während des 12. Jahrhunderts erwähnt, kam jedoch beim Vierten Kreuzzug nicht zum Einsatz; vermutlich, weil sie zu Gebieten, die wichtige Rohstoffe für seine Herstellung lieferten (der Kaukasus und die Ostküste des Schwarzen Meeres) keinen Zugang mehr hatten. Die Araber setzten nach 835 ihr eigenes „flüssiges Feuer“ ein. Das Geheimnis seiner Herstellung könnte durch Spionage oder durch das Überlaufen des sizilianischen stratēgos Euphemios um 827 in ihre Hände geraten sein, es ist jedoch unbekannt, ob es dieselbe Zusammensetzung wie das der Byzantiner besaß oder ob sie eigenständig ein ähnliches Gemisch erfanden. Ein Traktat des 12. Jahrhunderts, das von Mardi bin Ali al-Tarsusi für Saladin verfasst wurde, erwähnt eine Version des Griechischen Feuers, die naft (vgl. Naphtha) genannt wurde und eine Petroleum-Basis besaß, zu der Schwefel und diverse Harze zugesetzt wurden.

## Die Rolle der Marine in der byzantinischen Geschichte
Es ist nicht leicht, die Bedeutung der byzantinischen Marine in der Geschichte des Reiches zu ermessen. Einerseits hatte das Reich zeit seiner Existenz eine lange Küstenlinie zu verteidigen, und sein Einfluss erstreckte sich oft nicht weit landeinwärts in das Hinterland. Auch war der Seeweg stets der billigste und schnellste Transportweg, und die wichtigsten urbanen und wirtschaftlichen Zentren des Reiches sowie die meisten fruchtbaren Landstriche lagen nahe am Meer. Zusammen mit der arabischen Bedrohung vom 7. bis 10. Jahrhundert machten diese Faktoren den Unterhalt einer starken Marine unerlässlich. Die byzantinischen Flotten waren vermutlich der ausschlaggebende Faktor bei der erfolgreichen Abwehr der beiden Belagerungen Konstantinopels durch die Araber, welche die Existenz des Reiches sicherten. Und natürlich stellten maritime Unternehmungen einen wichtigen Teil der byzantinischen Anstrengungen gegen die Araber in einer Serie von wechselseitigen Überfällen, die bis in das späte 10. Jahrhundert anhielt.
Andererseits verhinderten die Natur und die Grenzen der damaligen Seefahrt und ihrer Technologie, dass Byzanz oder einer seiner Konkurrenten eine Thalassokratie aufbauen konnten. Galeerenflotten waren meist auf Küstengewässer beschränkt und konnten niemals wirklich unabhängig von Land operieren. Auch konnte keine Seite je dauerhaft eine Vorherrschaft erreichen, wie es die ständige Abwechslung von Siegen und Niederlagen des Reiches anschaulich illustriert. Obwohl Byzanz einige spektakuläre Siege errang, wie etwa Nasars bemerkenswerter Erfolg im nächtlichen Gefecht um 880 (während des ganzen Mittelalters ist nur eine Handvoll ähnlicher Nachtgefechte überliefert), wurden diese Siege jedoch durch verheerende Niederlagen wieder aufgewogen. Berichte über Meutereien der Ruderer in byzantinischen Flotten lassen zudem vermuten, dass die Bedingungen in der Marine oft weit von den in den Handbüchern empfohlenen Idealen abwichen. Zusammen mit der traditionellen Dominanz anatolischer Großgrundbesitzer in den höheren Rängen der Streitkräfte und der Zivilverwaltung bedeutete dies, dass die Marine ebenso wie im Römischen Reich hauptsächlich als Hilfsstreitkraft für das Heer angesehen wurde. Das geht auch aus der relativ niedrigen Stellung selbst der hohen Marineoffiziere in der Hierarchie des Reiches hervor.
Es ist dennoch offensichtlich, dass der allmähliche Niedergang der byzantinischen Seestreitkräfte im 10. und 11. Jahrhundert, als sie allmählich von den Marinen der italienischen Stadtstaaten überflügelt wurde, von großer Bedeutung für die langfristige Überlebensfähigkeit des Reiches war. Die Plünderung Konstantinopels während des Vierten Kreuzzugs, die Byzanz das Rückgrat brach und die Grundlagen des byzantinischen Staatswesens zerstörte, ging zu großen Teilen auf das völlige Fehlen einer eigenen Marine zurück. Der dorthin führende Prozess wurde im 9. Jahrhundert von Byzanz selbst eingeleitet, als es sich zum Ausgleich seiner eigenen Schwäche im Westen auf die Flotten der Italiener zu verlassen begann. Die italienischen Seerepubliken profitierten außerdem von ihrer Rolle als Mittler im Handel zwischen dem Reich und Westeuropa und verdrängten den byzantinischen Seehandel, was wiederum Auswirkungen auf die Verfügbarkeit von Mannschaften und Schiffen für die byzantinischen Seestreitkräfte hatte. Es war unvermeidlich, dass die Italiener mit ihrer allmählichen Entfremdung vom byzantinischen Einfluss ihre eigenen Ziele zu verfolgen begannen, und vom späten 11. Jahrhundert an begannen sie damit, das Reich auszubeuten. Sie schreckten dabei nicht vor unverhüllten Plünderungen zurück und zwangen schließlich Byzanz unter ihre eigene politische und finanzielle Kontrolle. Das Fehlen einer starken Marine machte sich zu dieser Zeit für die Byzantiner sicherlich sehr bemerkbar, wie es die Kommentare des Kekaumenos nahelegen. Starke und energische Kaiser wie Manuel II. Komnenos und später Michael VIII. Palaiologos konnten der byzantinischen Seemacht neues Leben einhauchen, doch selbst als sie den Venezianern empfindliche Niederlagen beibrachten, wurden letztere doch nur durch Genuesen und Pisaner ersetzt. Der Seehandel verblieb in den Händen der Lateiner, die Gewinne flossen an Byzanz vorbei, und mit dem Tod der starken Kaiser verfiel die Marine wieder. Nach 1204 war die nun kleine byzantinische Marine auf die wechselnden Bündnisse mit der Italienern angewiesen, wenn man von der kurzen Zeit der Erholung unter Michael VIII. absieht.
Letztendlich kann man sagen, dass das Erstarken und Erlahmen der byzantinischen Flotte über die ganze Geschichte des Reiches deutlich seine Geschicke und sein Wohlergehen widerspiegelte. Dieser Zusammenhang veranlasste den französischen Byzantinisten Louis Bréhier zu der Aussage, dass „die Zeiten der [byzantinischen] Vorherrschaft die Zeiten waren, als es auch die See beherrschte, und wenn es die Seeherrschaft verlor, dann ging es auch mit dem Reich bergab.“